# Meritxell Batet
Pour les articles homonymes, voir Batet.
Batet  Lamaña est un nom espagnol. Le premier nom de famille, en général paternel, est Batet ; le second, en général maternel, souvent omis, est Lamaña.
Meritxell Batet Lamaña (prononcé en catalan : [məɾiˈt͡ʃeʎ bəˈtet ləˈmaɲə], prononcé en espagnol : [meɾiˈt͡sɛʝ βaˈtet laˈmaɲa]), née le 19 mars 1973 à Barcelone, est une femme politique espagnole membre du Parti des socialistes de Catalogne (PSC).
Elle est issue d'un milieu modeste, diplômée en droit et professeure de droit constitutionnel. Après avoir été directrice de cabinet du premier secrétaire du PSC Narcís Serra entre 1996 et 2000, elle est élue en 2004 députée de Barcelone au Congrès des députés. En 2008, elle adhère au PSC.
Elle entre au sein de la direction du Parti socialiste ouvrier espagnol en 2014 et occupe en 2015 la deuxième place de la liste socialiste dans la circonscription de Madrid, après le secrétaire général Pedro Sánchez. En 2016, après avoir participé aux négociations infructueuses pour constituer une majorité parlementaire autour de Sánchez, elle est réélue, en tête de liste, à Barcelone lors de la répétition électorale.
Quand Pedro Sánchez accède au pouvoir en juin 2018, elle devient ministre de la Politique territoriale et de la Fonction publique. Fédéraliste et défenseure d'une solution politique négociée au conflit indépendantiste catalan, elle s'attache à relancer les instances de dialogue entre l'État et plusieurs communautés autonomes. En mai 2019, elle est élue présidente du Congrès des députés à la suite des élections générales anticipées. Elle est reconduite sept mois plus tard, après une nouvelle répétition électorale.
Elle se retire de la vie politique après les élections générales de 2023, au cours desquelles elle a conduit la campagne victorieuse du Parti des socialistes de Catalogne.

## Famille

### Parents et jeunesse

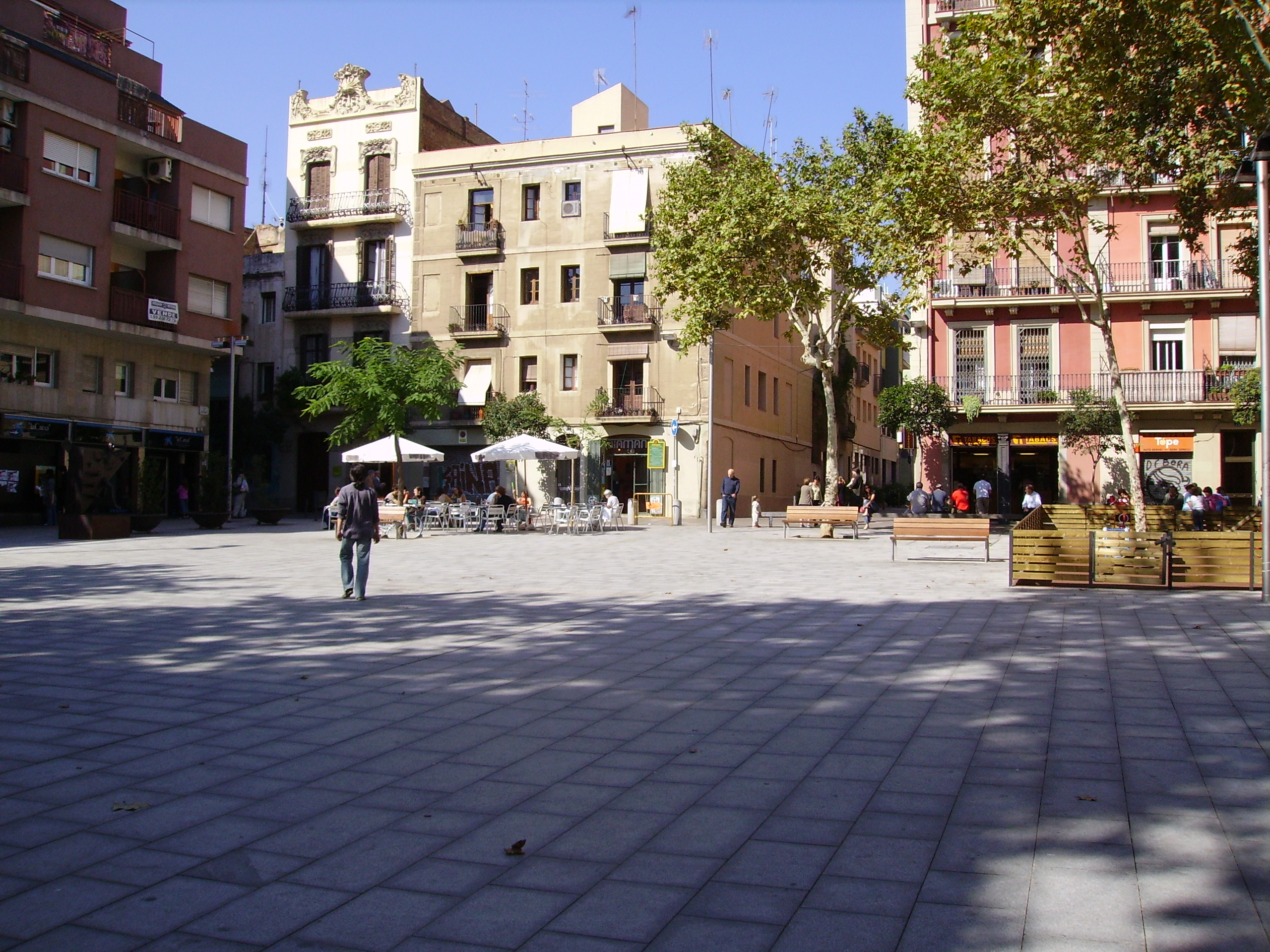
Meritxell Batet grandit dans un quartier populaire du district de Gràcia.

Meritxell Batet Lamaña naît à Barcelone le 19 mars 1973.
Elle est la fille unique d'un ouvrier et d'une femme de chambre qui finiront par divorcer. Elle grandit dans le district de Gràcia, dans le quartier populaire de Vallcarca,.
Pendant son enfance, ses parents et elles se parlent en catalan, de même qu'avec sa grand-mère originaire de Ségovie. Lors des réunions de famille, les échanges se font aussi bien dans cette langue — majoritairement — qu'en espagnol.
Elle pratique la danse classique dans l'objectif d'en faire son métier, mais une fracture de la cheville la pousse à pratiquer la danse contemporaine et à renoncer à son objectif,.
À l'âge de 17 ans, alors qu'elle vit désormais avec sa mère au chômage, elles sont toutes les deux expulsées de leur logement pour ne pas avoir remboursé leur hypothèque.

### Mariage et enfants

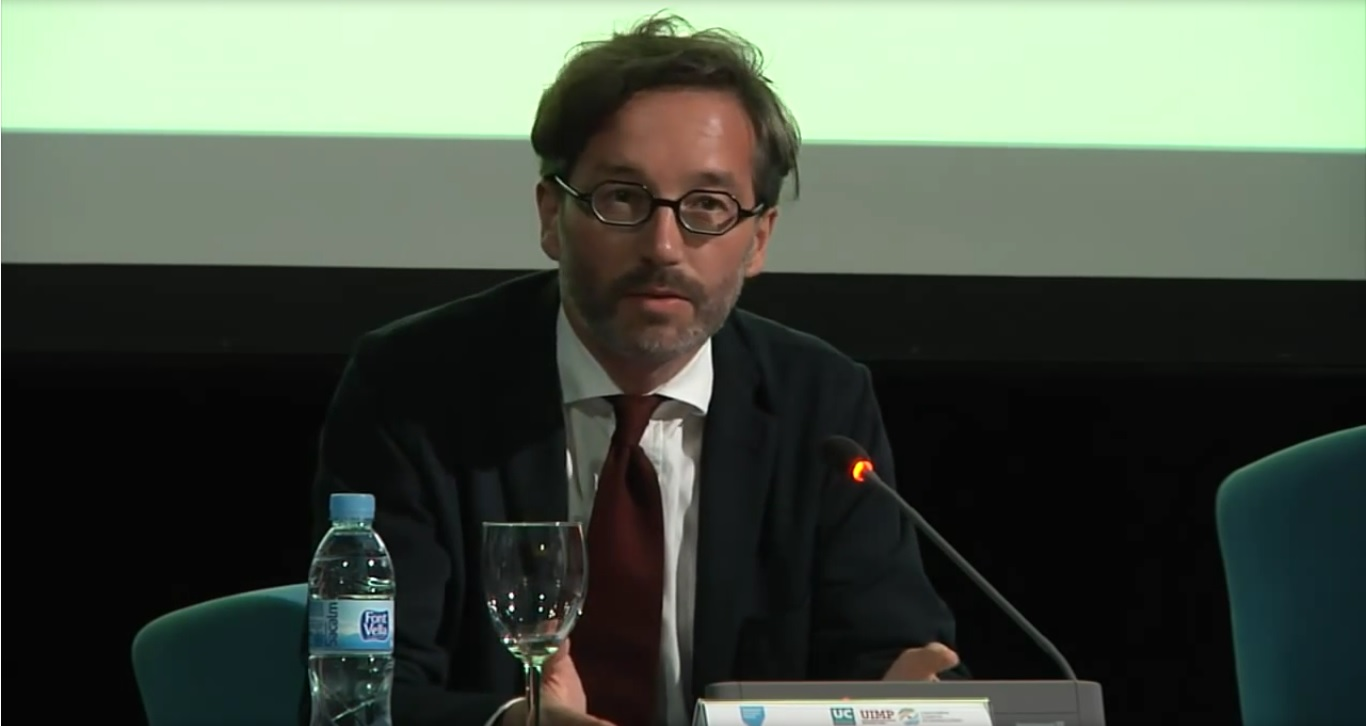
Entre 2005 et 2016, Meritxell Batet est mariée avec José María Lassalle, du Parti populaire.

Dans sa jeunesse, Meritxell Batet entretient une relation avec le juriste et écrivain Héctor López Bofill (es). Ils vivent ensemble à Altafulla, une station balnéaire de la province de Tarragone.
Elle épouse à l'été 2005 le député du Parti populaire (PP) de Cantabrie José María Lassalle, de sept ans son aîné. Leur union intervient après sept mois de relation, leur rencontre étant intervenue au palais des Cortès, à Madrid après une intervention de Batet au cours de laquelle elle cite trois poètes catalans, ce qui suscite l'intérêt de Lassalle.
Parents de jumelles prénommées Adriana et Valeria nées en 2014, ils divorcent en 2016 alors que Lassalle est secrétaire d'État à la Culture,.
Elle entame en 2019 une relation sentimentale avec Juan Carlos Campo, député socialiste et futur ministre de la Justice entre 2020 et 2021, qu'ils assument publiquement à partir de l'été 2021 en se laissant photographier sur une plage de Zahara de los Atunes.

## Formation et vie professionnelle

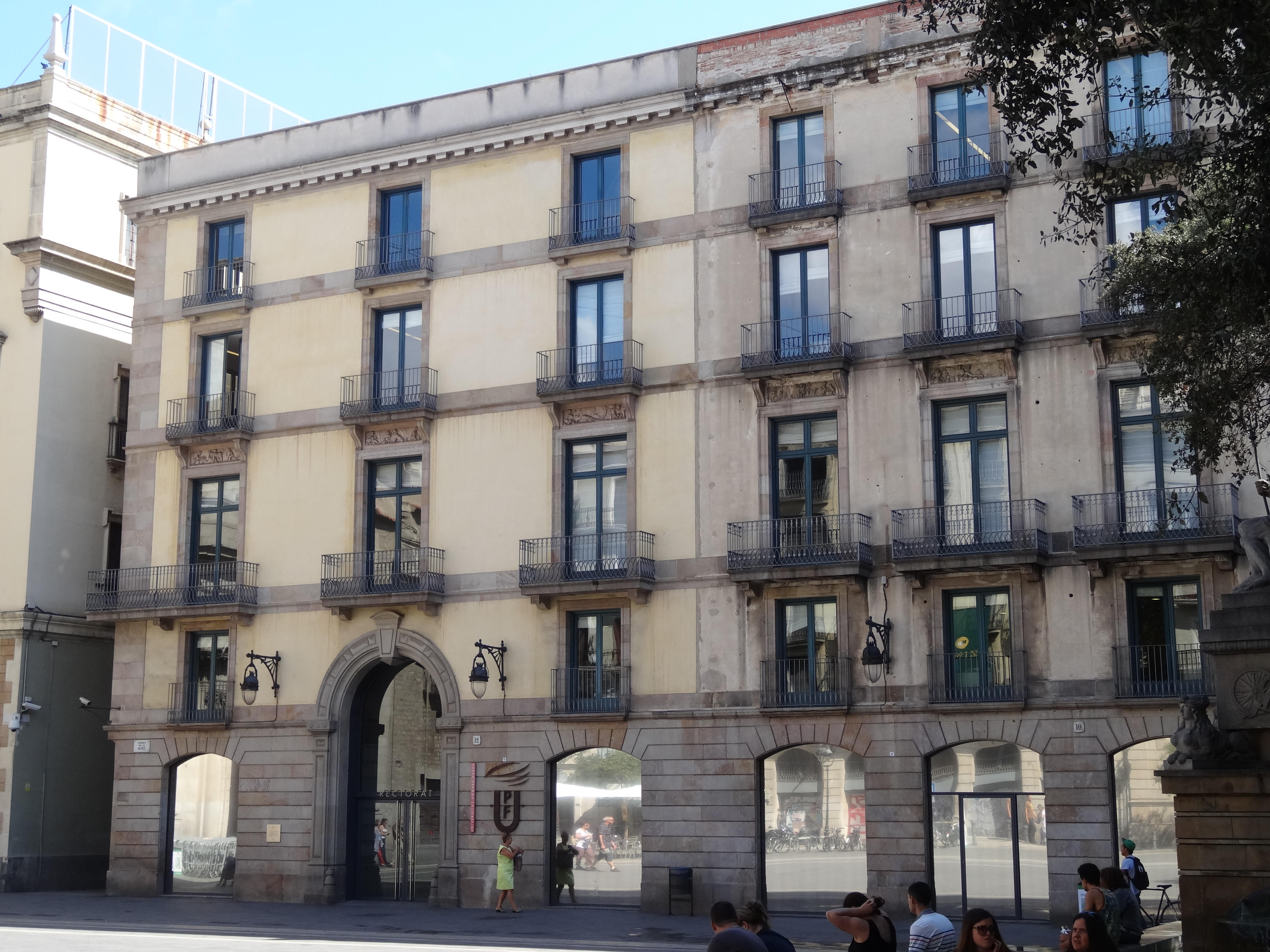
Meritxell Batet étudie le droit à l'université Pompeu Fabra, où elle devient professeure en 2001.

Meritxell Batet s'inscrit à l'université Pompeu Fabra, où elle poursuit ses études grâce à une bourse d'études dont elle rappelle qu'elles ont été instaurées par le socialiste Felipe González. En parallèle, elle travaille comme serveuse dans deux boîtes de nuit très célèbres de la capitale catalane, Nick Havanna et Bikini. Ses revenus sont pendant un temps les seules ressources du foyer, et elle obtient sa licence en 1995, à 22 ans.
Elle suit les cours du doctorat de droit public, puis obtient un postgrade en droit immobilier et de l'urbanisme. En 2001, elle commence à travailler pour son université en qualité de professeure de droit constitutionnel et dispense également des enseignements en droit administratif. Parallèlement, elle dirige entre 2001 et 2004 la fondation Carles Pi i Sunyer d'études autonomiques et locales.
Elle obtient en 2007 une bourse du German Marshall Fund of the United States, ce qui lui permet de s'installer temporairement aux États-Unis et de visiter plusieurs universités, institutions et centres sociaux.

## Débuts en politique
Meritxell Batet est recommandée en 1996 par le responsable de son doctorat, Josep Mir, au premier secrétaire du Parti des socialistes de Catalogne (PSC) Narcís Serra, qui cherchait à cette époque une personnalité sans appartenance partisane pour coordonner son équipe de collaborateurs. Elle occupe cette fonction jusqu'à la fin du mandat de Serra, quatre ans plus tard, et fait notamment la rencontre de futurs cadres du parti comme José Montilla ou José Zaragoza. En revanche, elle considère le président du PSC et futur président de la Généralité Pasqual Maragall comme trop catalaniste.

## Députée au Congrès

### Premières responsabilités

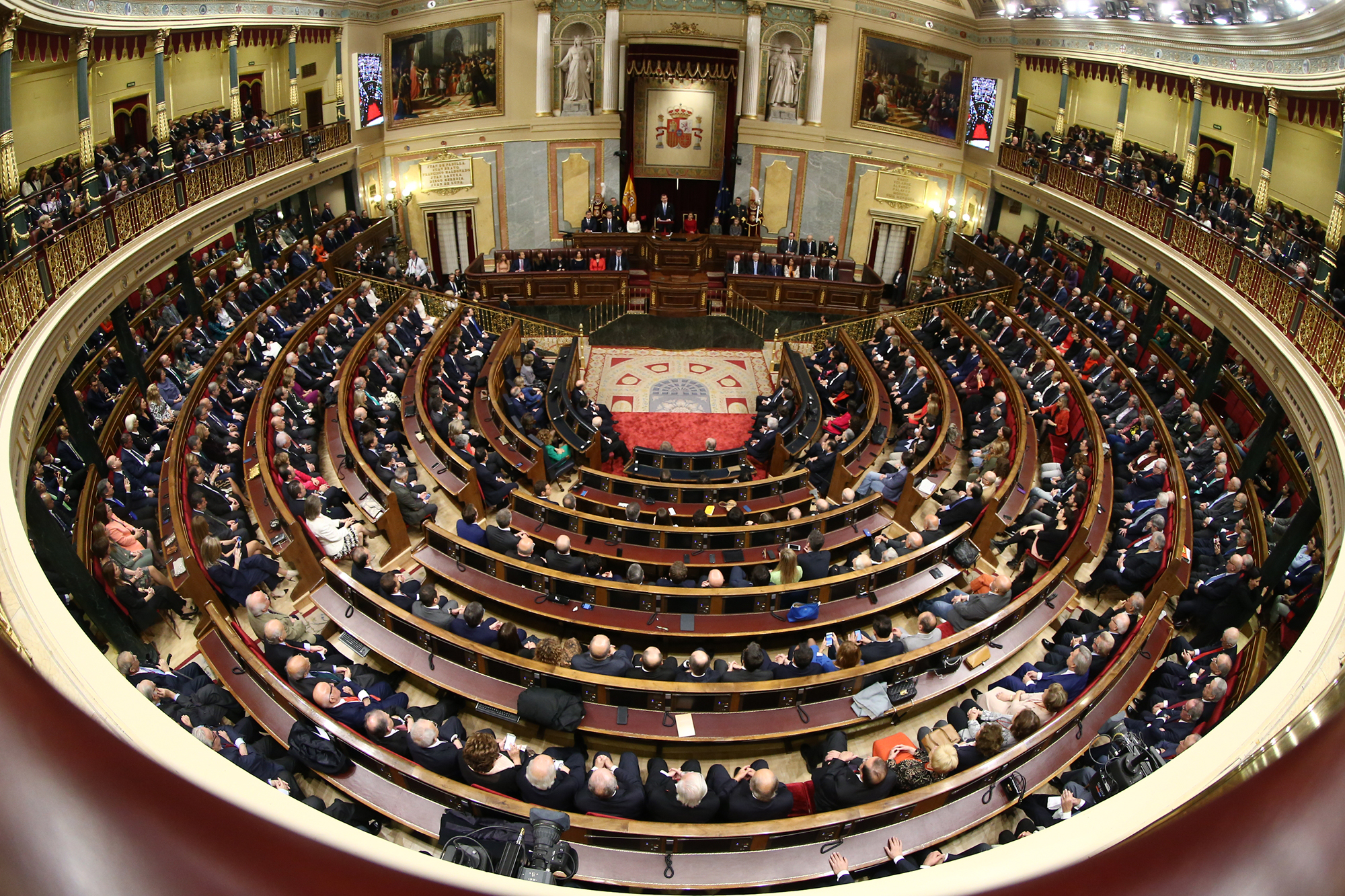
Meritxell Batet entre dans l'hémicycle du palais des Cortès en avril 2004, à 31 ans.

Lors des élections générales du 14 mars 2004, Meritxell Batet se présente dans la circonscription de Barcelone sur la liste du PSC, dont elle n'est pas membre, conduite par José Montilla. À 30 ans, elle est élue au Congrès des députés puis devient membre du comité de direction dont se dotent les 31 députés et sénateurs du parti catalan. Elle adhère finalement au PSC en 2008, rejoignant la section socialiste de Gràcia, avant d'être réélue la même année députée de Barcelone, sur la liste que conduit cette fois-ci Carme Chacón. Elle remporte un nouveau mandat en 2011,.
Elle appartient alors à « la génération BlackBerry ». Ce surnom — référence aux téléphones mobiles utilisés par les conseillers et hauts responsables des gouvernements régionaux de Pasqual Maragall et José Montilla — est donné à un groupe de jeunes cadres trentenaires qui semble appelé à prendre en main la destinée du Parti des socialistes de Catalogne. Son échec à s'organiser lors du congrès de 2012 marquera sa disparition progressive.
Au cours de la IXe législature, elle est désignée à la fin de l'année 2009 comme co-rapporteure du projet de loi de libéralisation des services, surnommé « loi omnibus » car il modifie 47 lois et 116 décrets-lois. Elle participe le 15 décembre à la négociation avec des représentants du secteur des taxis afin de corriger certains aspects de la réglementation des voitures de transport avec chauffeur introduite par le texte. Le projet ainsi amendé est définitivement adopté par 169 voix contre 166 deux jours plus tard au Congrès tandis que plusieurs milliers de chauffeurs de taxi manifestent le même jour dans la capitale,,.

### Prises de position
Le 7 juillet 2008, Meritxell Batet prend position lors du Ve Forum Atlantique en faveur de la levée des sanctions imposées depuis 2003 par l'Union européenne à la république de Cuba, qui vient d'être décidée. Selon elle, ce choix ne « constitue en rien une légitimation de la dictature cubaine » et elle appelle l'administration américaine à faire de même afin de « rompre le jeu du dictateur Fidel Castro ». Elle se fait la défenseure de la politique de dialogue ouverte par le gouvernement espagnol, car elle a notamment permis de reprendre la discussion avec les autorités cubaines, donc « la capacité à avoir de l'influence ». Elle appelle Européens et Américains à s'accorder quant à leur position relative et salue la décision des États-Unis d'offrir une connexion Internet aux Cubains, jugeant qu'une telle proposition peut être le premier pas vers une levée progressive de l'embargo,.
Le 26 février 2013, suivant la décision du premier secrétaire du PSC Pere Navarro mais en désaccord avec la consigne de vote du groupe parlementaire, elle vote — comme 12 de ses 13 collègues — en faveur de la résolution proposée par Convergence et Union (CiU) demandant l'ouverture d'un dialogue entre le gouvernement espagnol et l'exécutif catalan en vue d'organiser un référendum légal sur l'avenir de la Catalogne. À l'image des autres élus du PSC, y compris Carme Chacón qui n'a pas pris part au vote, elle reçoit dès le lendemain une sanction pécuniaire de 600 euros pour avoir rompu la discipline de vote. Lors d'un nouveau vote sur le sujet en octobre, à l'occasion d'une motion proposée par Union, progrès et démocratie (UPyD) qui refuse dans des termes très durs tout droit à l'autodétermination pour la Catalogne, le PSC décide de s'abstenir tandis que le PSOE choisit de voter pour, Batet se trouvant absente du Congrès ce jour-là.

## Ascension

### Dans la direction du PSOE

#### Secrétaire aux Études

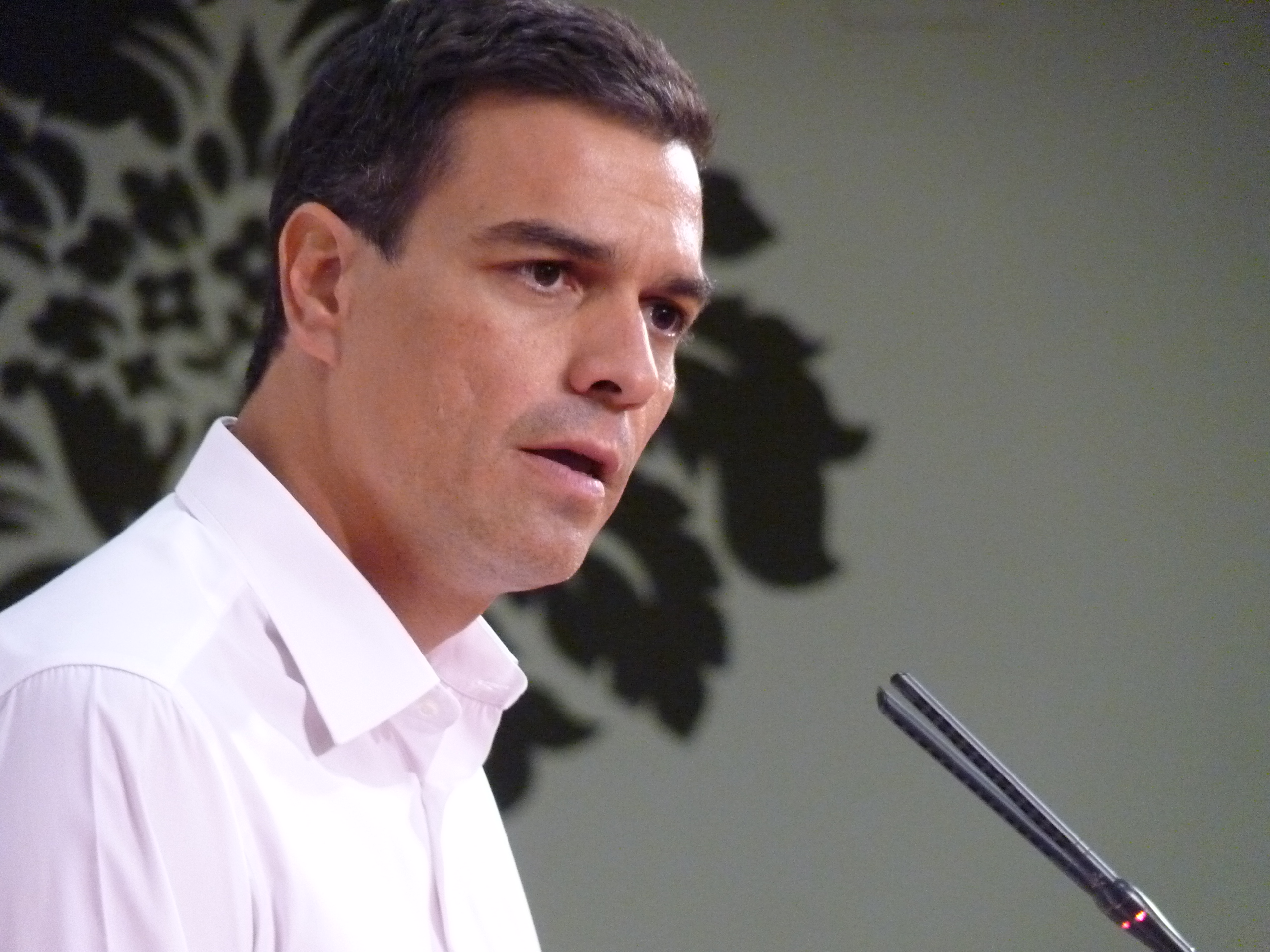
Pedro Sánchez nomme Meritxell Batet secrétaire aux Études du PSOE alors qu'elle a soutenu son rival Eduardo Madina lors des primaires.

Lors des primaires du congrès fédéral extraordinaire du Parti socialiste ouvrier espagnol de juillet 2014, Meritxell Batet apporte son soutien au député basque Eduardo Madina, qui sera finalement battu par le parlementaire madrilène Pedro Sánchez. Elle est cependant appelée par le vainqueur à siéger au sein de la commission exécutive fédérale (CEF) comme secrétaire aux Études et aux Programmes. Madina, qui dénonce le manque d'intégration de ses soutiens dans la direction, nie que la désignation de Batet soit le fruit d'une quelconque négociation avec Sánchez.
Moins de trois mois plus tard, le 10 octobre, la commission exécutive la charge d'exercer les fonctions de porte-parole du groupe socialiste au sein de la commission parlementaire bicamérale pour l'Union européenne, où elle prend la succession de Juan Moscoso. Elle fait partie des six membres de l'exécutif à occuper ainsi une nouvelle responsabilité au sein du groupe parlementaire. Elle cède donc ses responsabilités de porte-parole pour les administrations publiques à Susana Sumelzo, responsable de ce secteur au sein de la commission exécutive.

#### Idées et propositions
Lors d'une conférence de presse le 22 septembre, elle explique que le PSOE serait prêt à reconnaître la Catalogne comme « une Nation » dans le cadre d'une hypothétique révision de la Constitution de 1978, expliquant son point de vue par le fait que les socialistes ont déjà voté une telle affirmation tant au Congrès qu'au Sénat lors de la réforme du statut d'autonomie catalan en 2006. Sa prise de position génère un certain malaise au sein du PSOE andalou, qui rappelle être opposé à « un fédéralisme asymétrique, qui résonne comme une inégalité » entre les territoires.
Le 25 novembre, elle apporte son soutien à la proposition portée par le candidat socialiste à la mairie de Barcelone Jaume Collboni qu'une partie des institutions nationales aient leur siège dans la capitale catalane, se disant favorable à ce que d'autres villes en accueillent également, afin que l'État « soit présent partout sur le territoire » et pas seulement à Madrid.

### Proche de Pedro Sánchez

#### Numéro deux à Madrid en 2015
Pedro Sánchez annonce le 30 septembre 2015, à trois mois des élections générales, que Meritxell Batet occupera la position symbolique de « numéro deux » sur sa liste dans la circonscription de Madrid. Coordonnatrice de la rédaction du programme électoral et très proche du secrétaire général du parti, son investiture est à la fois un message envoyé à la Catalogne et un signal d'unité interne. Son entrée à la direction du PSOE puis sa promotion en deuxième position sur la liste à Madrid fait d'elle la dernière représentante de poids de « la génération BlackBerry » du PSC, les autres étant passés au second plan. Elle était jusqu'à présent restée en retrait, son mariage avec un député du Parti populaire lui valant une confiance limitée de la part de la direction du PSC.
À l'ouverture de la XIe législature, elle change de fonction dans le cadre d'un remaniement presque total des porte-paroles parlementaires, puisqu'elle quitte la commission de l'Union européenne pour devenir la voix des socialistes au sein de la commission des Affaires étrangères.

#### Tête de liste à Barcelone en 2016

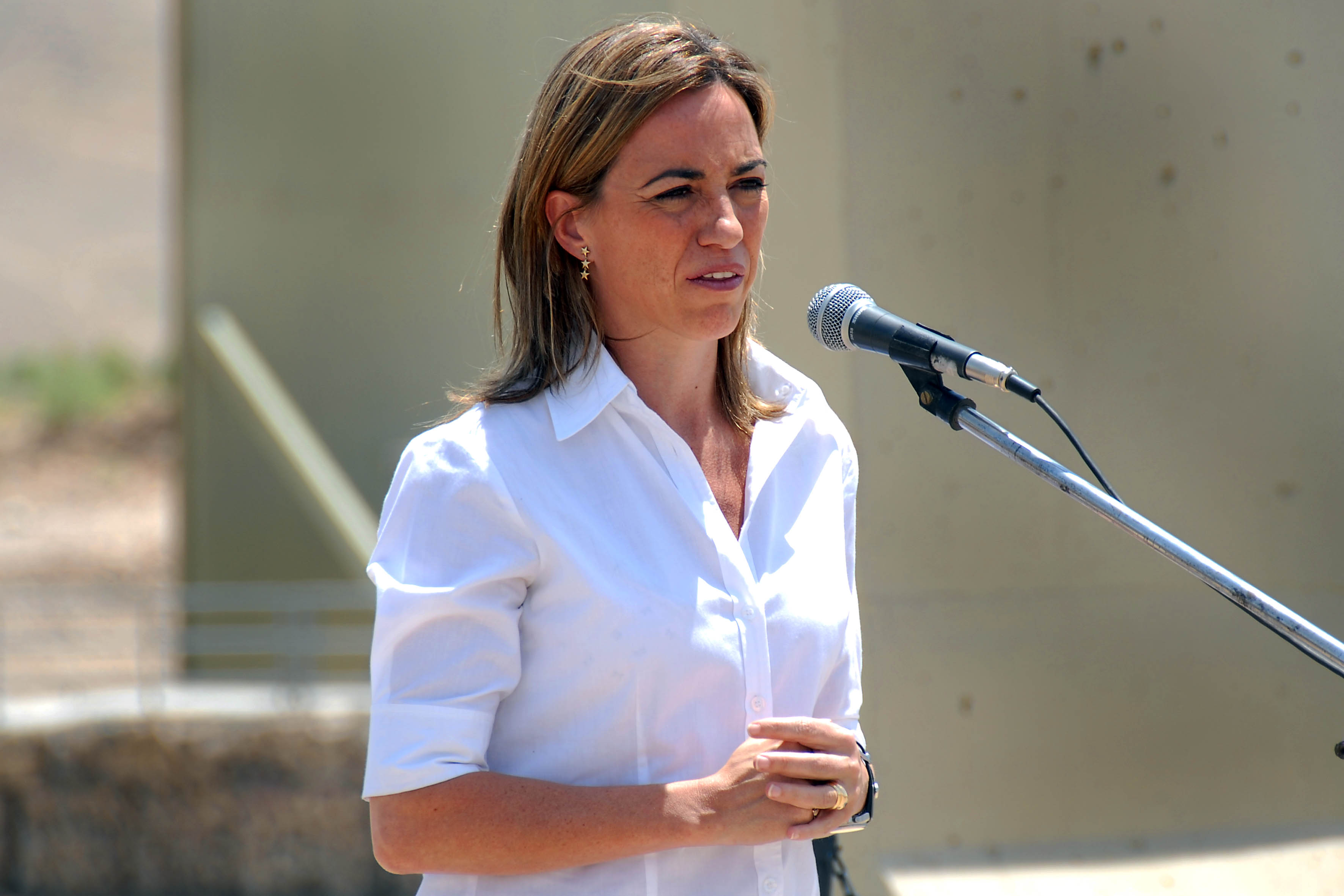
Meritxell Batet remplace en juin 2016 Carme Chacón comme tête de liste dans la province de Barcelone.

Après son élection, Meritxell Batet est intégrée le 3 février 2016 à l'équipe de négociation — qui comprend six personnes au total — chargée par Sánchez de mener les discussions en vue de dégager une majorité au sein du Congrès des députés dans le cadre du processus d'investiture du président du gouvernement. Au mois d'avril 2016, la direction nationale soutient qu'elle prenne la succession de Carme Chacón comme tête de liste dans la circonscription de Barcelone et chef de file des socialistes catalans pour les élections anticipées du 26 juin. Cette désignation est également bien perçue par les proches de Chacón et le premier secrétaire du PSC Miquel Iceta, dont elle fait partie du cercle rapproché.
Elle est investie de facto au début du mois de mai, son seul concurrent potentiel ayant renoncé à demander la tenue de primaires. Quelques jours plus tard, Sánchez présente son « gouvernement du changement », le groupe chargé d'exprimer des propositions et de porter son projet politique pour la campagne électorale. Si Batet cède son rôle de coordonnatrice à José Enrique Serrano, qui participait avec elle à l'équipe de négociation, elle y siège en tant que responsable des questions liées au fédéralisme. Son nom est alors évoqué comme vice-présidente du gouvernement si le PSOE retrouve le pouvoir à l'issue du scrutin.

### Cadre du groupe parlementaire

#### Vote contre l'investiture de Rajoy

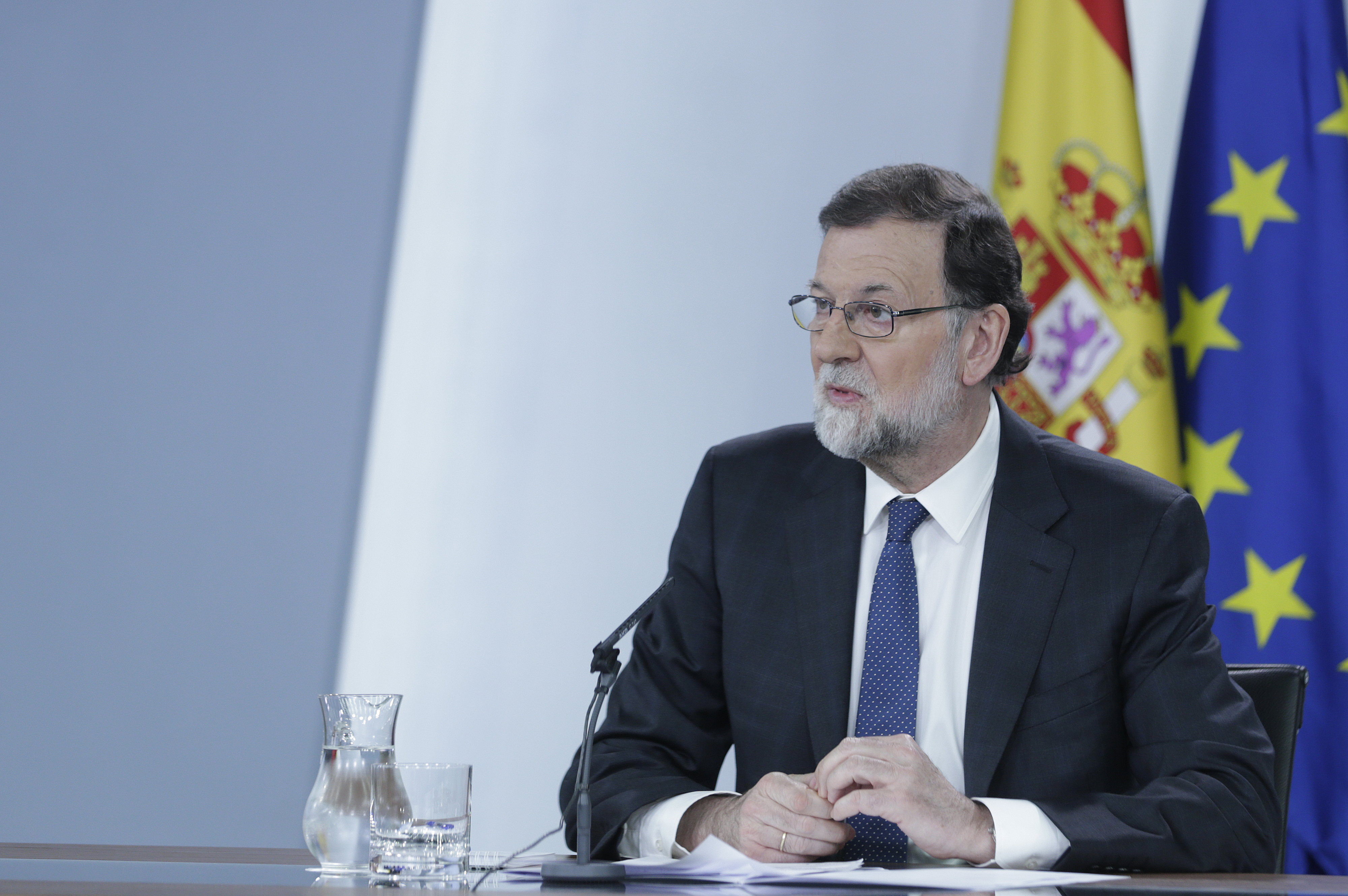
En octobre 2016, Meritxell Batet vote contre l'investiture de Mariano Rajoy, rompant la discipline de vote de son groupe.

Après que Sánchez a démissionné le 1er octobre 2016, la direction provisoire formée par Javier Fernández demande au groupe parlementaire de s'abstenir lors du vote d'investiture de Mariano Rajoy afin de lui permettre de se maintenir au pouvoir et d'éviter une nouvelle répétition électorale. Comme 14 autres députés socialistes dont tous ceux issus du PSC, Meritxell Batet rompt la discipline de vote et s'oppose à un nouveau mandat du président du gouvernement lors du scrutin du 29 octobre au palais des Cortès, conformément à ses déclarations trois mois plus tôt.
Moins de trois semaines plus tard, la direction provisoire la relève de ses fonctions de porte-parole adjointe et laisse vacante la place accordée au PSC au sein de la direction du groupe socialiste.

#### Retour à la direction du groupe avec Sánchez
Quelques jours après ce vote négatif, Miquel Iceta désigne, le 6 novembre 2016, Meritxell Batet secrétaire à l'Impulsion fédérale dans sa nouvelle commission exécutive, issue du XIIIe congrès du PSC. Le 1er décembre, le groupe parlementaire la choisit pour remplacer Soraya Rodríguez en tant que première vice-présidente de la commission constitutionnelle, envoyant un signal d'apaisement aux socialistes catalans qui s'ajoute à sa désignation la même semaine pour interroger la ministre de la Présidence et des Administrations territoriales Soraya Sáenz de Santamaría sur les projets du gouvernement face à la crise indépendantiste en Catalogne. Paradoxalement, Batet prend la succession de Rodríguez, dont la nomination était intervenue quelques semaines plus tôt en remplacement de José Zaragoza, lui aussi issu du PSC et ayant voté contre Rajoy également.

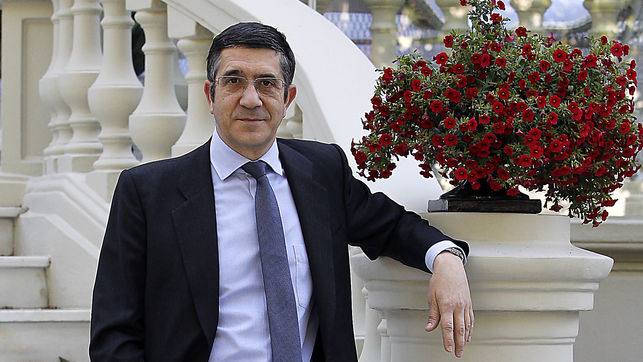
Meritxell Batet soutient Patxi López aux primaires de 2017.

Dans la perspective du XXXIXe congrès fédéral du PSOE, elle prend parti pour l'ancien président du gouvernement basque Patxi López. Bien que son nom ait été évoqué pour rejoindre à nouveau la commission exécutive après la victoire de Sánchez, elle n'y est pas nommée à l'issue du conclave socialiste le 18 juin 2017, mais elle est élue au comité fédéral par les délégués au congrès,. Elle est réintégrée deux jours plus tard au sein de la direction du groupe parlementaire, au poste de secrétaire générale adjointe sous l'autorité de Rafael Simancas.
Lors d'une déclaration le 14 décembre 2017, elle estime que la proposition de Miquel Iceta d'accorder la grâce aux dirigeants indépendantistes mis en examen et placés en détention provisoire pour avoir organisé le référendum d'indépendance du 1er octobre 2017 « n'est que l'expression d'une volonté » puisque le processus judiciaire n'est pas clos « et qu'il est possible qu'ils ne soient pas condamnés ». Refusant de les considérer comme des prisonniers politiques car « ce serait une insulte envers les prisonniers politiques de par le monde », elle ajoute que de son point de vue « il n'est pas bon » qu'il y ait « des politiques emprisonnés » pour résoudre « le fond » du problème politique.

## Ministre de la Politique territoriale

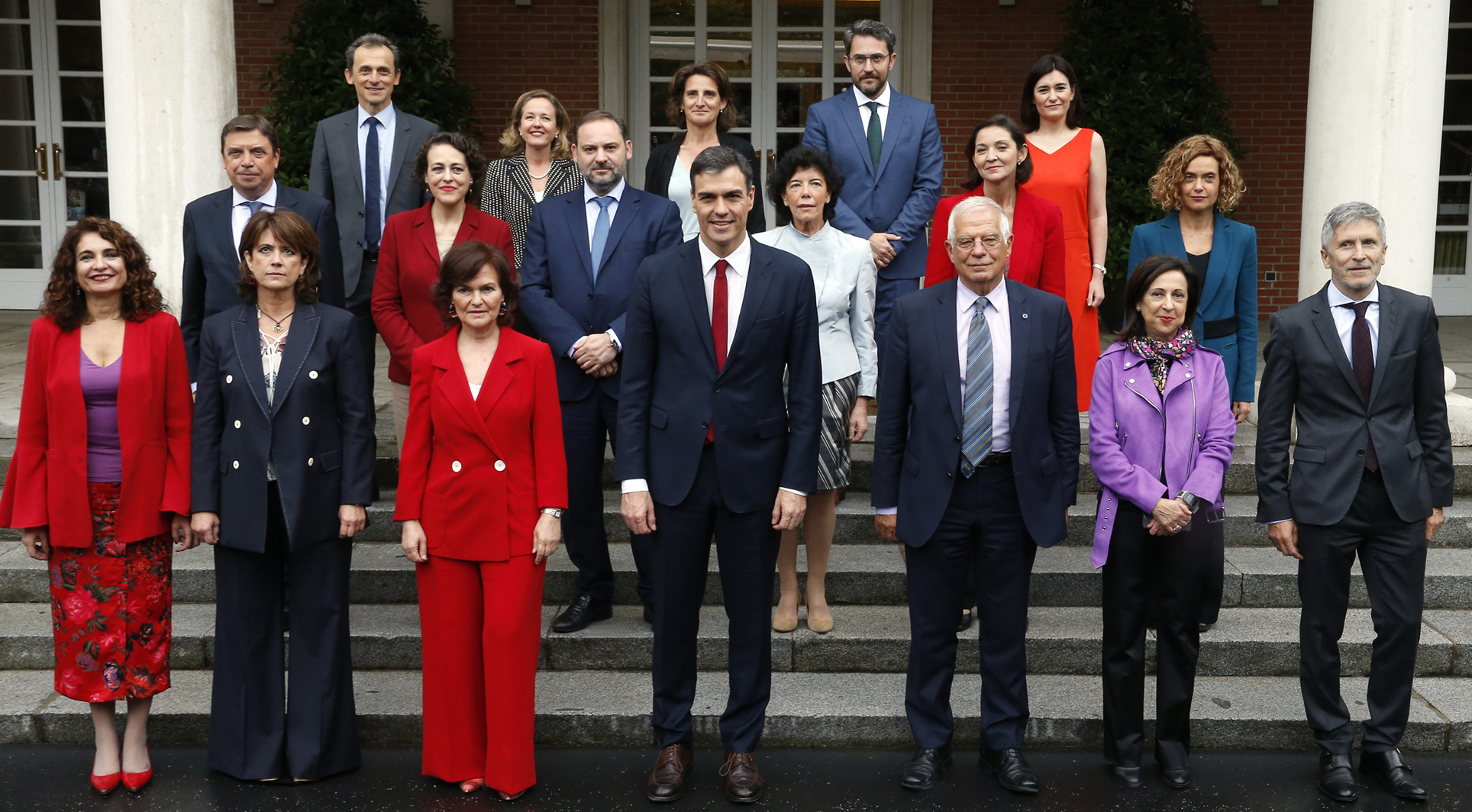
Meritxell Batet est nommée ministre de la Politique territoriale du gouvernement Sánchez I en juin 2018.

### Fédéraliste catalane convaincue
Le 7 juin 2018, Meritxell Batet est nommée à 45 ans ministre de la Politique territoriale et de la Fonction publique dans le gouvernement que forme Pedro Sánchez une semaine après le renversement de Mariano Rajoy. Sa principale mission est de rétablir les liens et normaliser les relations institutionnelles avec la généralité de Catalogne, huit mois après le référendum interdit sur l'indépendance. Pour ce portefeuille risqué, le président du gouvernement choisit ainsi une défenseure du fédéralisme qui « part avec un avantage, la connaissance parfaite de la réalité catalane » selon l'ancien président de la Généralité José Montilla,.
Son ministère compte deux secrétariats d'État, délégués respectivement à la Politique territoriale et à la Fonction publique. Elle démissionne huit jours plus tard du Congrès, comme ses deux collègues parlementaires José Luis Ábalos et Margarita Robles, afin d'éviter de se trouver absente de l'hémicycle à cause de ses obligations ministérielles, puisque le PSOE bénéficie de seulement 84 parlementaires et d'une majorité politique théorique extrêmement courte.
Au surlendemain de son entrée en fonction, elle appelle lors de son premier discours à une réforme de la Constitution qu'elle juge « urgente, viable et souhaitable » afin de « dépasser la crise institutionnelle, [notamment] la crise territoriale ». Insistant sur « la nécessité de rénover le pacte territorial espagnol, dont personne ne peut nier ni n'a pas pu manquer qu'il est en crise », elle souligne que « le dialogue en lui-même est désormais un objectif politique de premier plan », dans une allusion à la situation en Catalogne.

### Dialogue avec les territoires

#### Avec la Catalogne

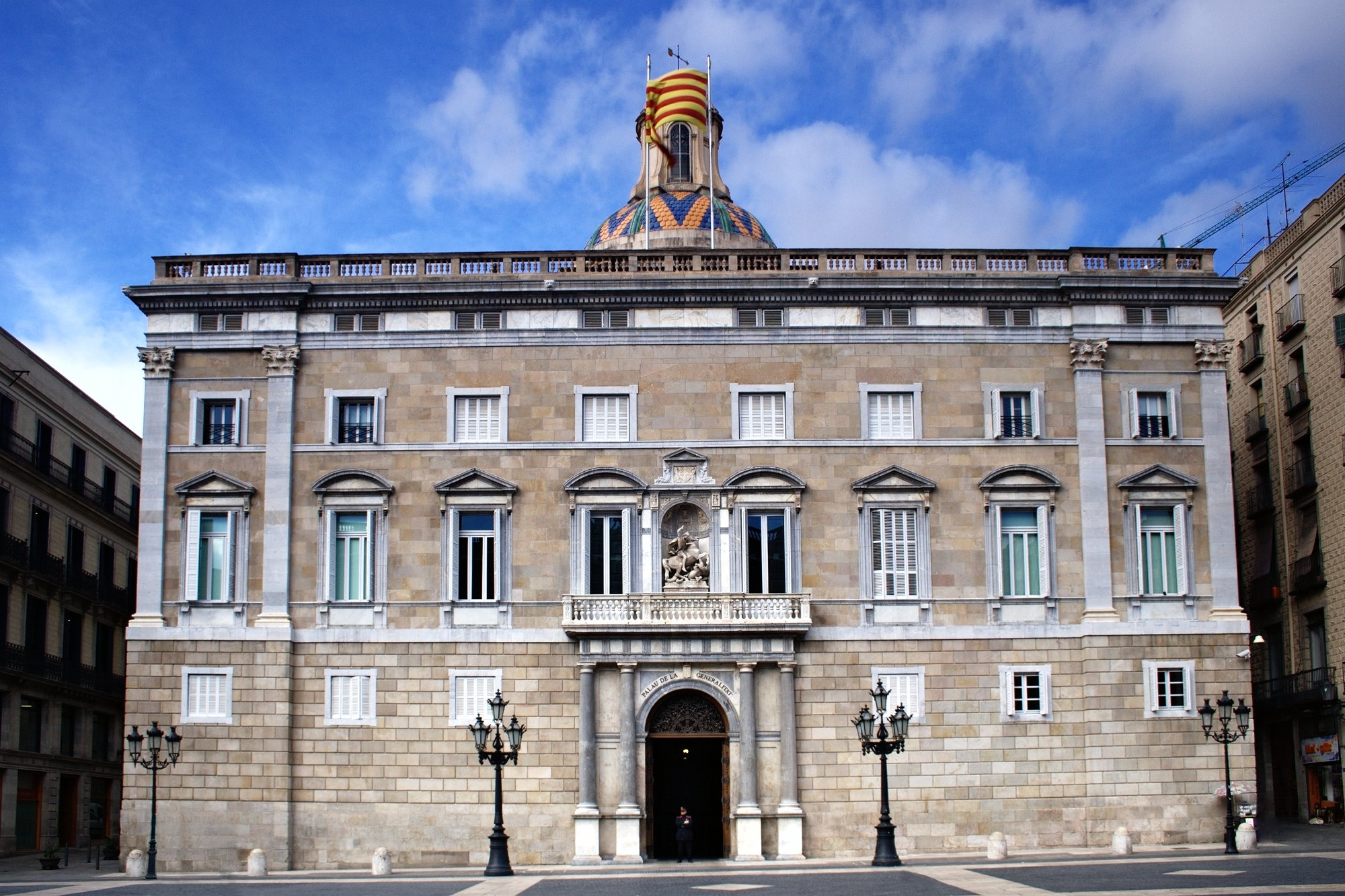
Meritxell Batet rétablit en juillet 2018 les relations institutionnelles avec la généralité de Catalogne.

Meritxell Batet se réunit le 23 juillet suivant avec le conseiller catalan aux Relations institutionnelles Ernest Maragall et tous deux s'accordent pour convoquer neuf jours plus tard la commission bilatérale État-Généralité, qui ne s'est alors pas réunie depuis sept ans.
Bien que la réunion débouche sur de nombreux désaccords politiques, les représentants catalans ayant réaffirmé leur souhait d'un référendum d'indépendance et de libération des dirigeants, les gouvernements national et territorial s'accordent pour relancer leurs mécanismes de coopération au moyen de trois commissions mixtes et quatre sous-commissions afin d'étudier des sujets concrets tels le financement des infrastructures ou les recours en inconstitutionnalité non-résolus contre des lois catalanes.
Elle réitère le 16 septembre 2018 sa position quant aux dirigeants catalans en détention préventive exprimée en décembre 2017. Selon elle, « il serait mieux qu'il n'y ait pas de prisonniers pour faire de la politique en Catalogne », ajoutant que « le gouvernement pouvait agir sur un point, et il l'a fait en les transférant dans des prisons qui relèvent des autorités catalanes ». Interrogée une semaine plus tard sur la position de la déléguée du gouvernement en Catalogne Teresa Cunillera favorable à un pardon envers les dirigeants indépendantistes jugés par le Tribunal suprême, elle ne se prononce pas, affirmant « ne pas réagir à des déclarations » tout en expliquant que « le gouvernement respecte le pouvoir judiciaire, son indépendance, son professionnalisme, et considère qu'il faut laisser travailler les juges, donc ne pas anticiper sur des scénarios dont nous ne savons pas s'ils se produiront ».
Au début du mois de janvier 2019, la vice-présidente du gouvernement Carmen Calvo prend en main le lien avec les autorités catalanes. Elle mène ainsi deux réunions en une semaine avec le vice-président de la Généralité Pere Aragonès et la conseillère à la Présidence Elsa Artadi afin de mettre en place des espaces de dialogue entre institutions d'une part, au travers de la commission mixte, et entre partis politiques, selon des modalités restant à définir. Bien qu'elle ait mené jusqu'à présent les contacts avec les autorités catalanes, Meritxell Batet n'est pas associée par la numéro deux de l'exécutif à ses relations avec Aragonès et Artadi. Réagissant à cette rencontre, la ministre de la Politique territoriale estime qu'elle symbolise « le renoncement du gouvernement catalan à la voie unilatérale et l'acceptation que le dialogue est la méthode pour avancer vers une solution future ».

#### Avec le Pays basque

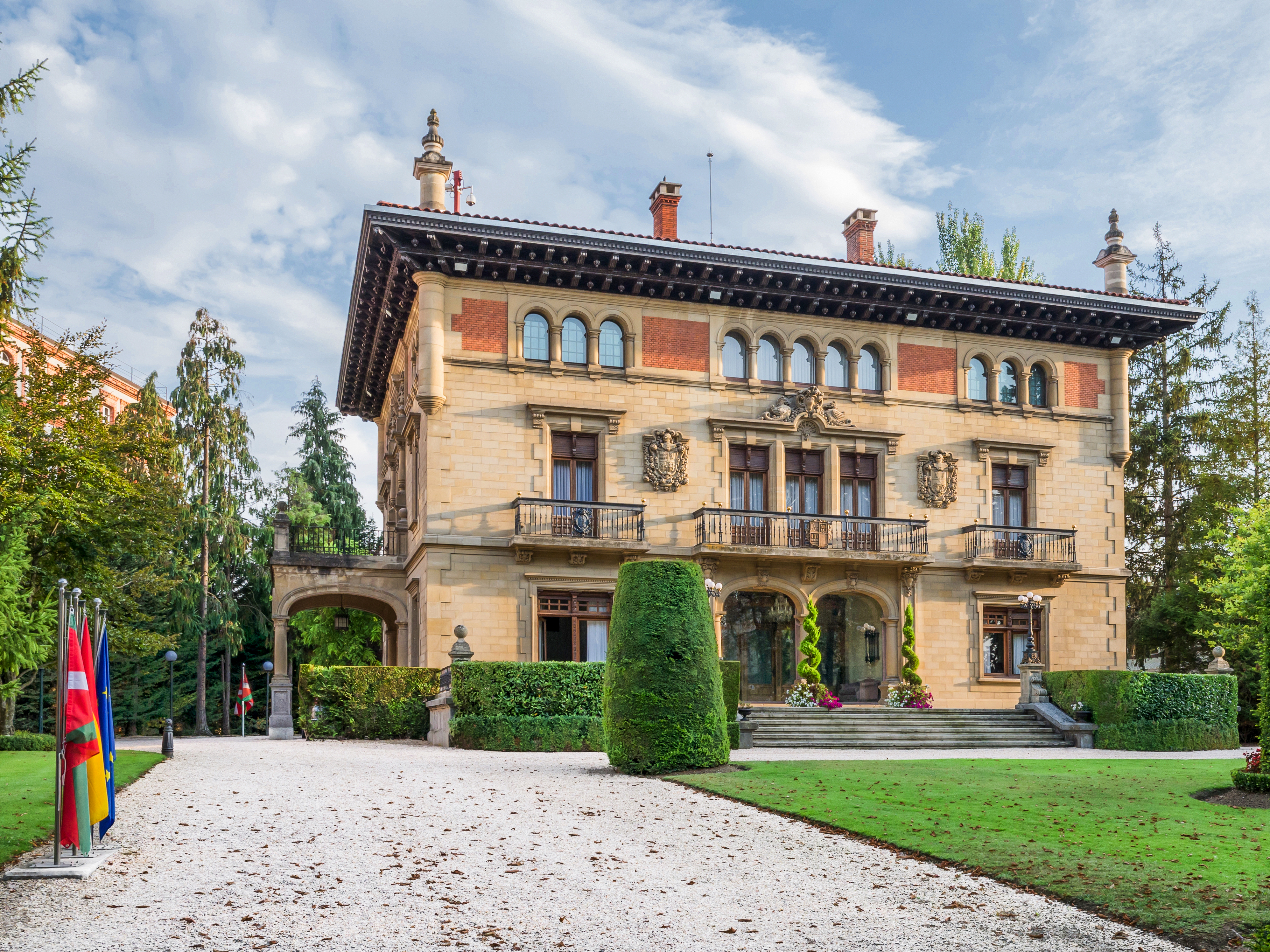
Meritxell Batet relance en novembre 2018 l'instance de coopération entre les exécutifs espagnol et basque.

Meritxell Batet indique le 29 octobre avoir l'intention de réunir la commission mixte des transferts dans un délai de deux semaines, expliquant que des accords de décentralisation sont quasiment conclus avec le gouvernement du Pays basque concernant des infrastructures routières et ferroviaires, mais qu'ils n'ont pas évoqué la question du régime économique de la Sécurité sociale.
La session se déroule finalement le 26 novembre, après sept années d'absence de communication entre les deux exécutifs. Elle se conclut par un accord de principe pour relancer le dialogue, notamment au sujet des transferts de compétences. Batet et le conseiller basque à l'Autogouvernement Josu Erkoreka déclenchent ainsi un processus de travail commun visant à renforcer l'autonomie basque en assurant l'application complète du statut d'autonomie de 1979. La commission approuve l'objectif de disposer d'ici la fin de l'année 2018 d'un calendrier précis de décentralisation de nouvelles compétences, parmi lesquelles figure la gestion des institutions pénitentiaires.
Le calendrier de transferts est finalement remis par l'administration centrale à l'administration basque le 22 janvier 2019 et prévoit la décentralisation de 33 compétences sur les 37 que réclame le gouvernement du Pays basque. La question des prisons est alors renvoyée à un cycle de discussion programmé en juin suivant. Le premier transfert se produit le 16 avril, à moins de deux semaines des élections générales, après des échanges directs entre Batet et Erkoreka. Il concerne la gestion des 77,5 km de l'autoroute AP-68 situés sur le territoire basque et conduit à une diminution du « quota basque » de deux millions d'euros. Le choix d'une réunion formelle de la commission mixte des transferts — tenue par vidéoconférence — permet ainsi à l'exécutif espagnol de souligner son engagement en faveur de la décentralisation dans le cadre constitutionnel.

#### Avec d'autres communautés autonomes

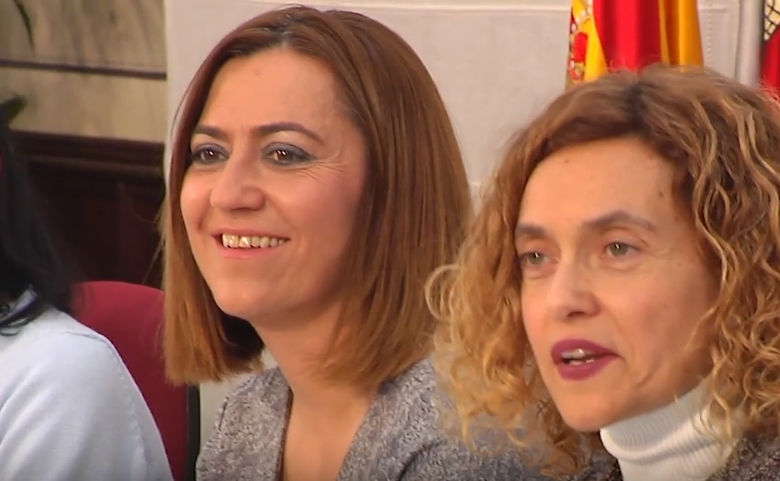
Meritxell Batet participe en février 2019 à la commission de coopération avec la Castille-et-León, inactive depuis neuf ans.

Meritxell Batet conduit le 19 novembre 2018 la représentation du gouvernement central à la commission bilatérale de coopération avec l'Aragon, qui tient une réunion pour la première fois depuis deux ans et s'engage notamment à mener un travail sur l'intégration de la question du dépeuplement dans la réforme du système de financement territorial et la distribution des fonds de l'Union européenne,.
À l'occasion du conseil des ministres du 18 janvier 2019, le gouvernement espagnol désigne ses représentants au sein de la commission de coopération entre la communauté de Castille-et-León et l'État, Batet assumant la présidence de la représentation de l'exécutif national. Réunie exactement un mois plus tard après neuf ans d'inactivité, la commission approuve notamment un plan de déploiement du haut débit dans les 2 200 communes de la communauté autonome, bloqué de facto du fait du rejet quelques jours avant du projet de loi de finances pour 2019, et une meilleure représentation des autorités territoriales au sein des instances de la confédération hydrographique du Douro (CHD), satisfaisant ainsi une requête du gouvernement castillo-leonais.
Elle participe trois jours plus tard à la toute première session de la commission bilatérale avec la Généralité valencienne, qui valide principalement un plan de construction d'un millier de logements sociaux mais ne peut traiter de certaines questions financières du fait du rejet du budget de l'État. Le 1er mars, le conseil des ministres choisit les membres de la délégation de l'État qui siégeront à la commission de coopération bilatérale avec l'Estrémadure. Instituée par le statut d'autonomie de 2011, elle ne s'est encore jamais réunie,.
Le 18 janvier 2019, elle assiste en tant que représentante du gouvernement espagnol à la cérémonie de prise de fonction du nouveau président de la Junte d'Andalousie Juan Manuel Moreno, qui a mis fin à près de 40 ans de gouvernements socialistes. Lui souhaitant « pleine réussite », elle salue le travail réalisée par la sortante socialiste Susana Díaz en affirmant que « personne ne pourra nier les avancées de l'Andalousie au cours de ces années de démocratie ». Elle explique que « nos deux gouvernements, avec leurs différences, répondent à la même obligation d'impulsion et de garantie des droits et du fonctionnement adéquat des services publics ». Elle souligne alors « la pleine disposition du gouvernement espagnol [à aborder] ensemble et à partir de la coopération institutionnelle et du dialogue » les tâches qui incombent au nouveau dirigeant andalou.

### Gestion de l'administration publique

#### Création d'emplois

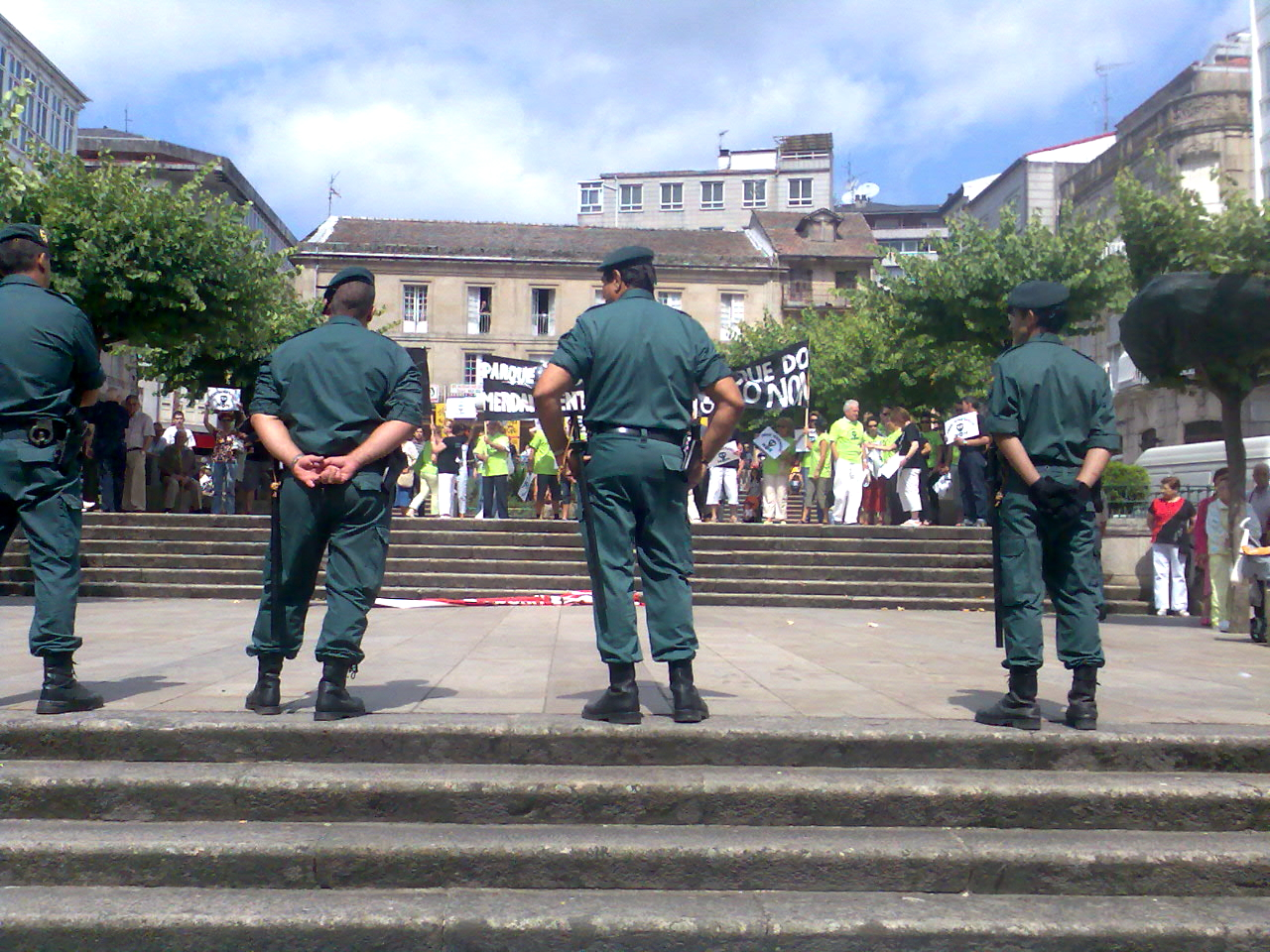
Entre juillet 2018 et mars 2019, Meritxell Batet ouvre plus de 56000 places de concours dans la fonction publique.

Meritxell Batet indique le 27 juillet 2018 ouvrir environ 23 000 postes à pourvoir dans la fonction publique d'État par concours, dont 11 000 recrutements, 6 000 promotions internes et 5 500 titularisations, créant plus de 1 000 postes supplémentaires. En y ajoutant les 7 600 places de policiers, gardes civils et professeurs créées trois mois plus tôt, il s'agit de la plus importante offre d'emplois publics (OEP) depuis 2008. Le conseil des ministres ayant également approuvé la remise en place de l'indemnisation maladie à 100 % dès le premier jour, Batet explique que « le gouvernement entame une trajectoire de récupération et de mise en valeur du secteur public » car « nous avons besoin de récupérer l'administration et les emplois publics comme des garanties pour les personnes les plus modestes ».
À la fin du mois de février 2019, le secrétaire d'État à la Fonction publique José Antonio Benedicto laisse entendre que le gouvernement prévoit une nouvelle OEP dans des proportions comparables à celles engagées l'année précédente. L'offre est précédée par la publication d'une étude sociologique sur les fonctionnaires, qui révèle notamment un vieillissement progressif des agents publics, dont l'âge moyen est supérieur de huit ans à celui de la population active globale. Quelques jours plus tard, la ministre confirme travailler sur cette OEP, dont elle négocie les contours exacts avec les représentants syndicaux.
Meritxell Batet présente le 29 mars une offre d'emplois publics couvrant un total de 33 700 postes, dont 11 300 recrutements et 8 300 promotions internes. Ces chiffres supposent 2 200 créations nettes d'emploi. S'appuyant sur l'étude sociologique, elle explique que la méthodologie utilisée pour calibrer l'OEP intègre une véritable planification des ressources humaines sur trois ans puisque d'ici 2029, la moitié des fonctionnaires devra être remplacée, et même les trois cinquièmes de ceux affectés au service au public.

#### Hausse des traitements
Le 17 décembre 2018, alors que le syndicat de fonctionnaires CSIF convoque une manifestation devant les locaux de la direction générale de la Fonction publique, elle confirme que le gouvernement appliquera les accords salariaux pour 2019 et augmentera les traitements des agents publics au 1er janvier 2019 en déclarant que « l'engagement de l'exécutif est de mettre en œuvre l'accord salarial et une hausse de la rétribution en temps et en heure ». Cette information est confirmée dès le lendemain par le président du gouvernement devant le Sénat.
Le conseil des ministres du 21 décembre, délocalisé à Barcelone, approuve une hausse générale de 2,25 % des traitements des fonctionnaires de l'État, auxquelles s'ajoutent deux augmentations facultatives de 0,25 % liées respectivement aux négociations au sein de chaque administration et à la croissance du PIB. D'un coût total de 3,39 à 3,7 milliards d'euros pour les finances publiques, cette décision « concernera 2,5 millions de personnes » et « reconnaît l'effort réalisé par les fonctionnaires pour sortir le pays de la crise ». En passant par un décret-loi, sans attendre le vote du budget pour 2019, le gouvernement assure que la hausse sera bien effective au premier jour de l'année à venir.

## Présidente du Congrès des députés

### Premier mandat

#### Victoire aux élections générales

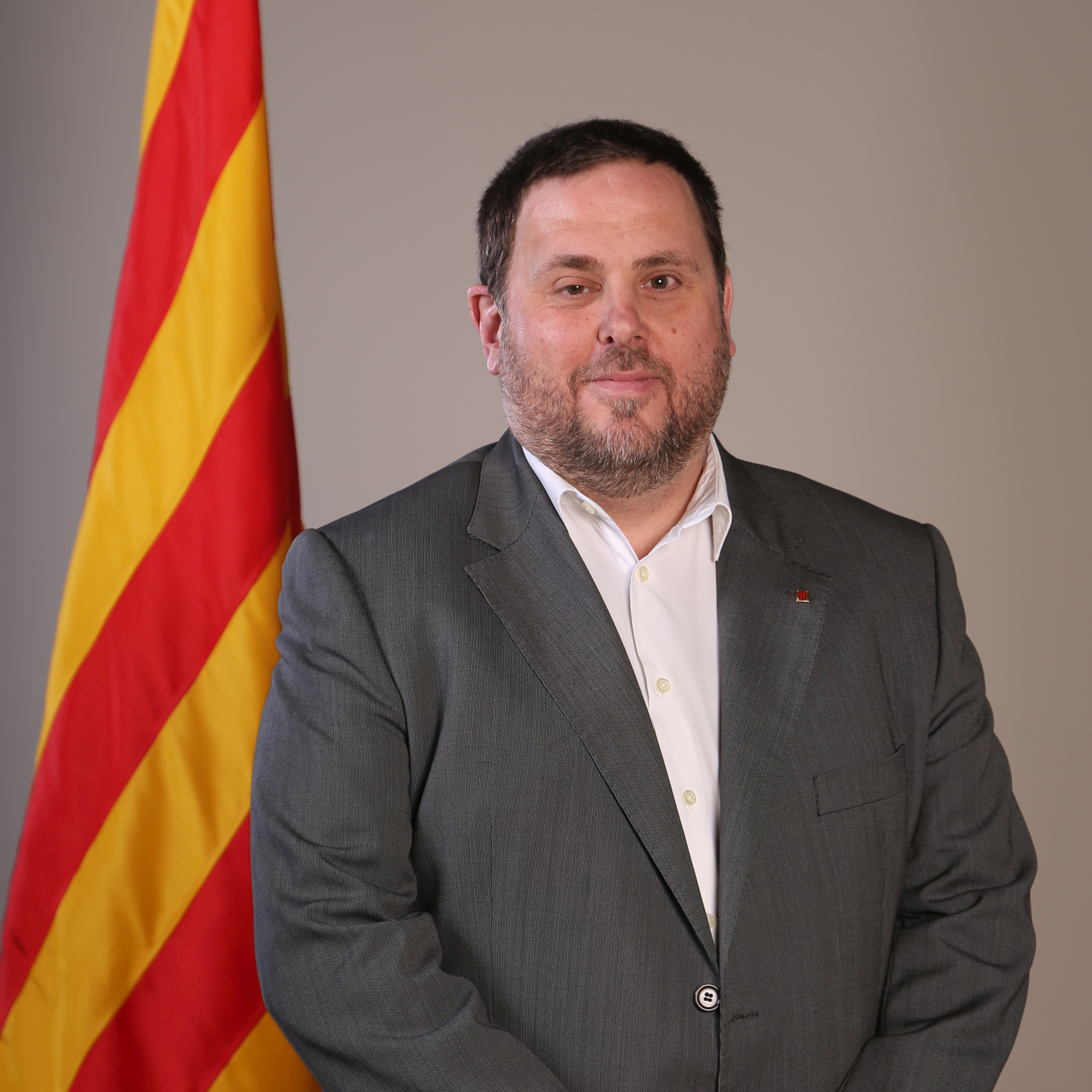
La liste de Meritxell Batet devance dans la province de Barcelone celle d'ERC d'Oriol Junqueras en avril 2019.

Après que Sánchez a prononcé la dissolution des Cortes Generales et convoqué des élections anticipées pour le 28 avril 2019, certains dirigeants du Parti socialiste estiment que la tête de liste de Barcelone devrait revenir au ministre des Affaires étrangères Josep Borrell, dont l'opposition farouche au mouvement indépendantiste permettrait de faire concurrence à la tête de liste de Ciudadanos, la cheffe de l'opposition au Parlement catalan et figure nationale du parti Inés Arrimadas. À la fin du mois de février, Meritxell Batet indique pourtant recueillir des parrainages en vue de présenter sa candidature tout en se disant prête à intégrer Borrell, dont elle loue le profil et la trajectoire politique.
Le conseil national du Parti des socialistes de Catalogne ratifie son investiture en première place de la liste barcelonaise le 2 mars par 155 voix sur 156, soit 99,4 % des suffrages exprimés et le meilleur résultat des quatre têtes de liste désignées. À la fin du mois, elle considère que la polémique créée par Iceta quelques jours plus tôt, lorsqu'il a évoqué la nécessité que la démocratie trouve une solution si 65 % des Catalans se disaient favorables à l'indépendance, est « réglée », puisque le premier secrétaire du PSC « a corrigé lui-même ses propos ». Elle ajoute que « le projet socialiste combat fermement l'indépendantisme et défend le cadre constitutionnel et statutaire » et explique que « le gouvernement, les institutions et le Parti socialiste travaillent pour améliorer le vivre-ensemble, qui est une priorité ». Selon elle « ce référendum n'a pas lieu d'être ».
Au soir du scrutin, le PSC enregistre une nette remontée par rapport aux élections de 2016, totalisant 12 députés en Catalogne, soit cinq de plus, et 23,2 % des voix, se plaçant deuxième derrière la Gauche républicaine de Catalogne (ERC). Bien qu'ils soient devancés par celle-ci dans la ville de Barcelone, les socialistes s'imposent dans la circonscription avec neuf sièges et 24,7 % des suffrages, soit quatre élus supplémentaires. Sur l'ensemble du territoire catalan, le PSC capte ainsi 380 000 voix nouvelles,.

#### Élection et prise de fonction

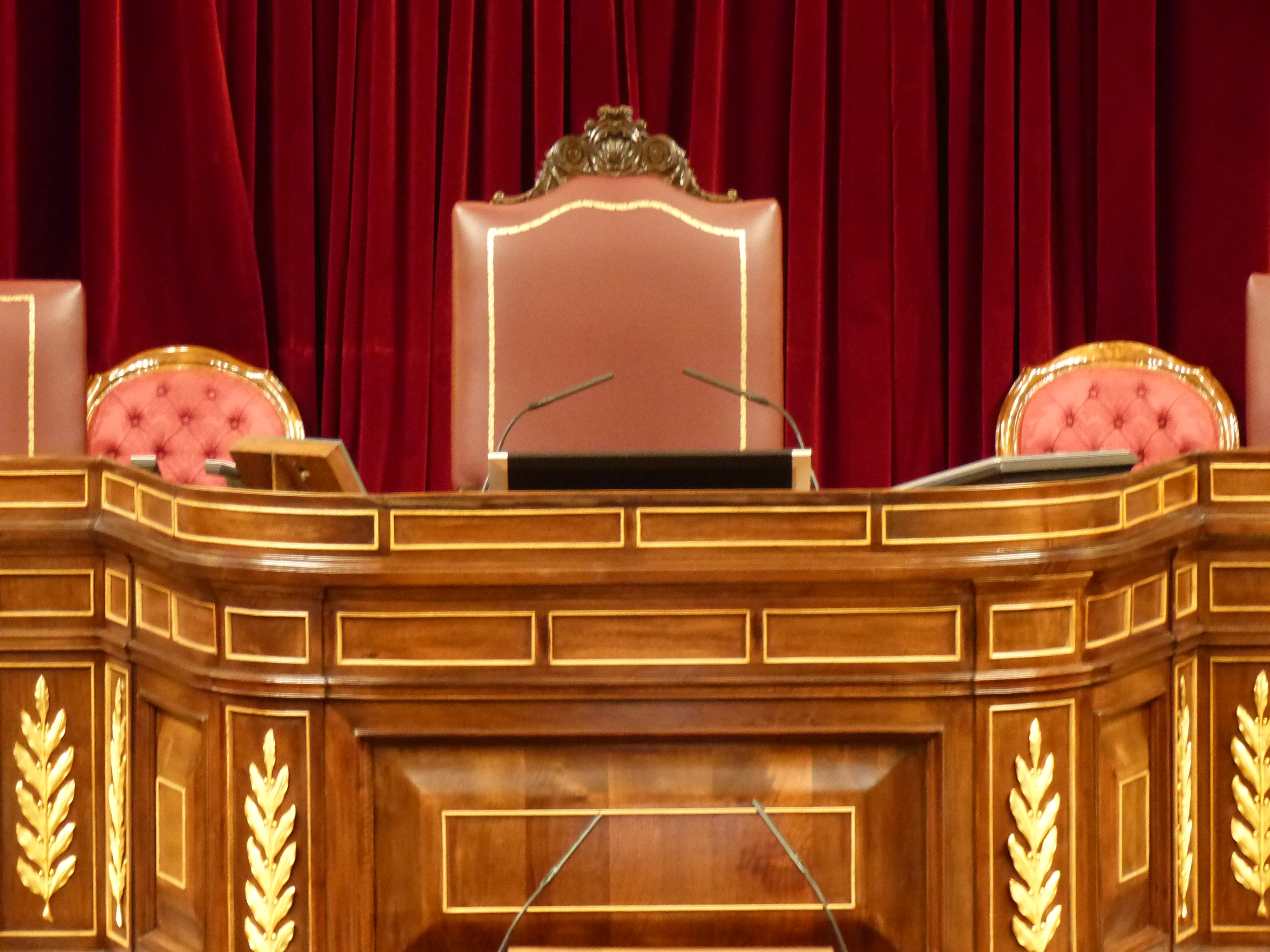
Meritxell Batet est élue à 46 ans présidente du Congrès des députés en mai 2019.

Meritxell Batet acquiert son mandat parlementaire le 9 mai, après avoir présenté son accréditation confirmant son identité et son élection en même temps que les autres élus du PSC et la ministre de la Défense Margarita Robles. Lors de la réunion de la direction du PSOE du 17 mai, à quatre jours de l'ouverture de la XIIIe législature, Pedro Sánchez propose que Meritxell Batet occupe la présidence du Congrès des députés après avoir repoussé d'autres possibilités, comme Margarita Robles. Alors que le Parlement de Catalogne avait refusé d'élire sénateur Miquel Iceta — pressenti pour présider le Sénat — la veille, la direction choisit de désigner une fédéraliste convaincue reconnue pour son inclination au dialogue plutôt qu'un représentant du courant centraliste, comme l'était l'ancien président du Congrès José Bono. Ses fonctions ministérielles sont reprises le 21 mai, à titre transitoire, par le ministre de l'Agriculture Luis Planas,,.
Le 21 mai, elle est élue au second tour à la présidence de la chambre basse des Cortes Generales par 175 voix, contre 125 à sa prédécesseure Ana Pastor. Au premier tour, elle avait également reçu 175 suffrages favorables, un de moins que la majorité requise. Aux 165 votes que lui assurait l'accord passé entre le PSOE et Unidas Podemos pour constituer le bureau se sont ajoutés ceux du Parti nationaliste basque (EAJ/PNV), de la Coalition canarienne (CC), de la Coalition Compromís et du Parti régionaliste de Cantabrie (PRC). Elle ne reçoit pas en revanche le soutien des partis indépendantistes catalans.
En conclusion de la séance constitutive, Meritxell Batet s'adresse à l'ensemble de la chambre. Rappelant que le pouvoir législatif constitue « un élément fondamental, si ce n'est le plus important, de l'État de droit », elle estime que « la qualité de la démocratie » dépend de la « dignité » de cette institution et de ses membres. Batet juge en effet que « nous les députés sommes les plus intéressés et obligés à maintenir la fonction institutionnelle du Congrès des députés, à ne pas dégrader la représentation, à ne pas banaliser l'activité parlementaire » et que « depuis la création [du parlementarisme], il a toujours existé une forme de spectacle, mais ce spectacle ne doit pas être les cris ou le manque de respect, sinon l'intelligence fine, le génie oratoire et la défense loyale des positions politiques ». Elle souligne que si le Parlement « représente une Espagne diverse et plurielle, aucun parti ne représente seul l'Espagne, ses territoires ou la volonté des citoyens ». Elle ajoute que « chacun de nous procède du peuple, mais aucun n'est le peuple. Personne ne devrait s'arroger une représentation qu'il n'a pas. En toutes circonstances, il y a toujours un autre, distinct et légitime, auquel nous pouvons seulement exiger qu'il respecte la loi ».

#### Entretiens avec le roi

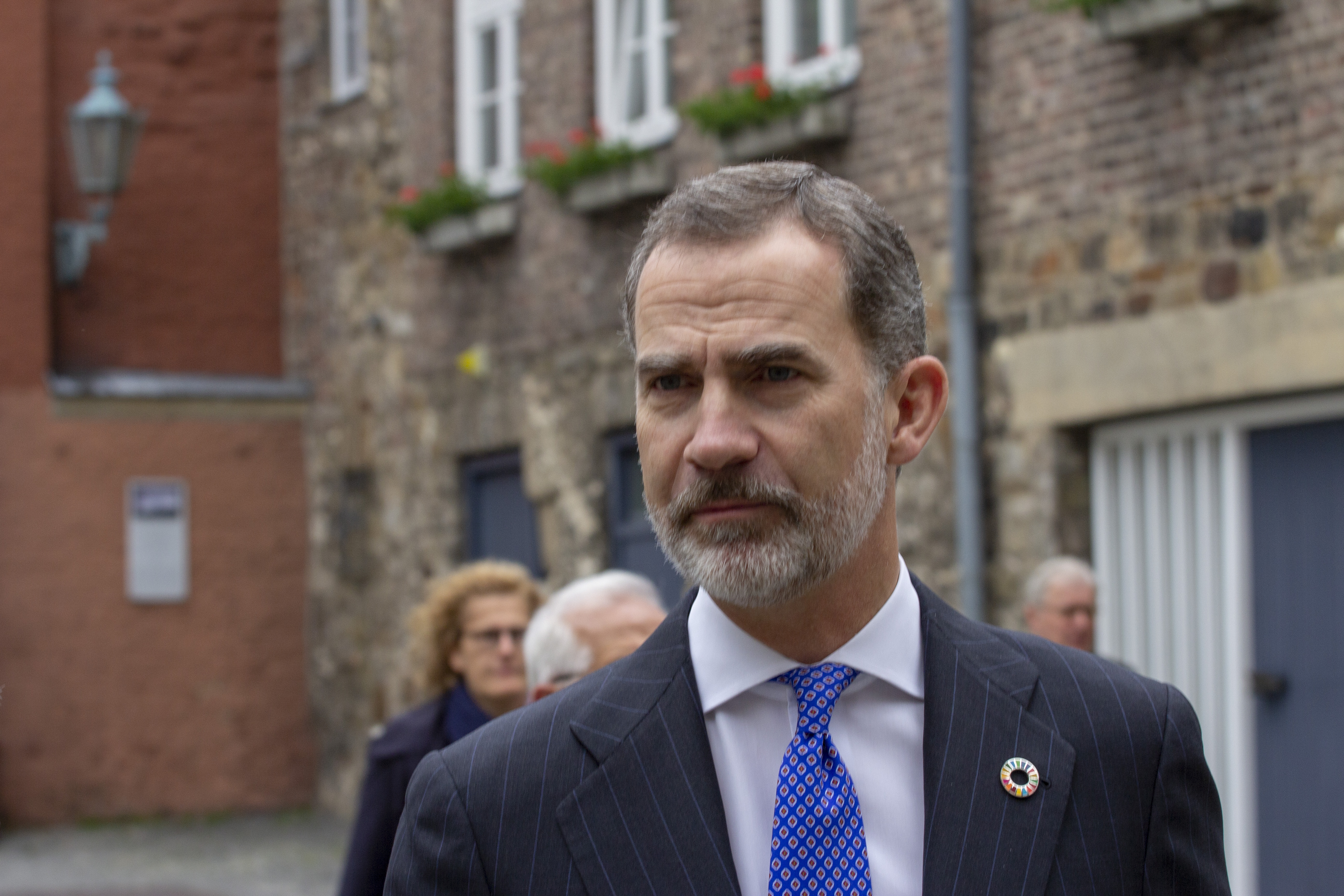
Meritxell Batet rencontre deux fois Felipe VI en deux semaines, du fait de l'ouverture de la nouvelle législature.

Au lendemain de sa prise de sa prise de fonction, Meritxell Batet est reçue en audience par le roi Felipe VI au palais de la Zarzuela, afin de l'informer officiellement de la constitution du Congrès. Alors qu'il est d'usage que le président de la chambre basse informe également le souverain de la liste des partis représentés au sein de l'assemblée afin que celui-ci entreprenne les consultations pour désigner son candidat à la présidence du gouvernement, Batet s'en abstient et prévoit de transmettre cette information au monarque dans un second temps. La fin de la campagne des élections municipales, aux parlements des communautés autonomes et européennes ainsi que l'obligation pour le bureau du Congrès de se prononcer sur la suspension de quatre députés, jugés du chef de « rébellion » pour avoir participé à l'organisation du référendum d'indépendance catalan, président à ce choix de la nouvelle présidente du Congrès.
Elle est à nouveau reçue le 3 juin au palais de la Zarzuela, afin de lui remettre la liste des représentants désignés par les partis siégeant au Congrès pour participer aux consultations royales en vue de proposer un candidat à la présidence du gouvernement. Junts per Catalunya, qui souhaitait être représenté par Jordi Sànchez, choisit finalement comme déléguée Laura Borràs après que le Tribunal suprême a refusé une mesure de libération provisoire pour à Sànchez. Deux formations refusent de participer aux prises de contact de Felipe VI : la Gauche républicaine de Catalogne et Euskal Herria Bildu (EH Bildu).

#### Polémique sur les assermentations

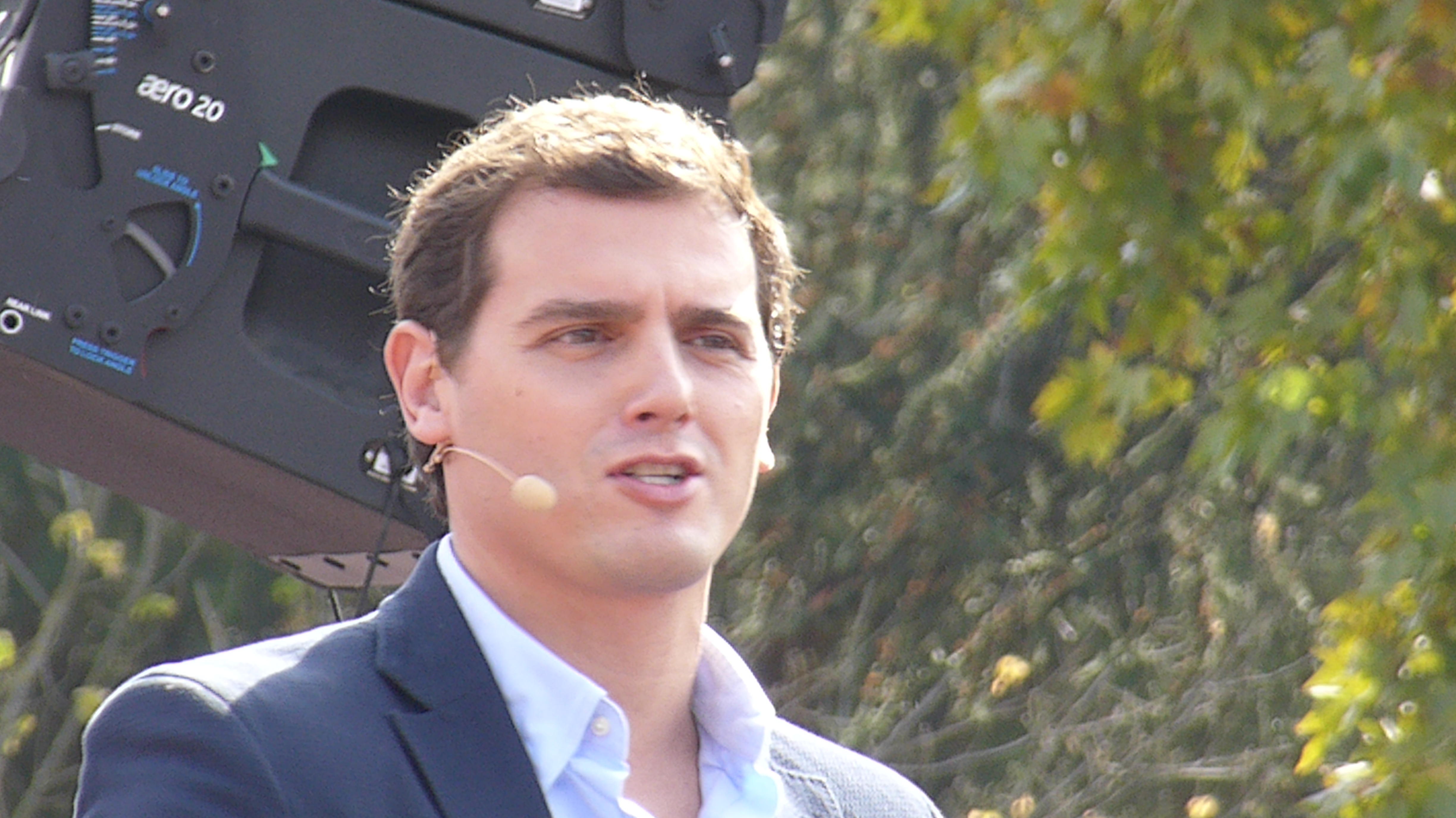
Le président de Ciudadanos Albert Rivera dénonce que les députés indépendantistes catalans aient modifié la formule d'assermentation.

Prenant le siège de la présidence, Meritxell Batet demande à chaque député de jurer ou promettre de respecter la Constitution, ce que plusieurs députés, ceux de la Gauche républicaine de Catalogne, d'Ensemble pour la Catalogne (JuntsxCat) et de Vox, réalisent en complétant leur formule affirmative de propos évoquant l'Espagne, un impératif légal ou encore l'existence de prisonniers politiques. Cette dernière assertion provoque un rappel au règlement du président de Ciudadanos Albert Rivera, qui appelle Meritxell Batet à agir. Elle lui rétorque que, conformément au règlement du Congrès et à la jurisprudence du Tribunal constitutionnel, toutes les formules étaient valides puisque chacun des 350 élus a bien promis ou juré de respecter le texte constitutionnel.
Quelques heures plus tard, le Parti populaire (PP) présente une requête au bureau afin que celui-ci contrôle le serment de chaque député pour s'assurer que chacun a « exprimé de manière claire et sans équivoque sa volonté de respecter la Constitution ». Estimant que certaines formules ont été admises « de façon insolite » par Batet, il juge que cela a limité l'efficacité de l'assermentation et l'a rendue nulle.
Dans un arrêt de 1990, le Tribunal constitutionnel avait autorisé que des parlementaires puissent avoir recours à des formules originales tant qu'elles ne conditionnent ni ne limitent le serment de respect à la Constitution. La haute juridiction avait ainsi admis que les députés du parti indépendantiste basque Herri Batasuna puissent promettre ou jurer « par obligation légale », à l'instar de certains indépendantistes catalans à l'ouverture de la XIIIe législature. Les priver de leurs droits parlementaires, comme l'avait fait le président du Congrès Félix Pons, constituait ainsi « une violation » du droit fondamental à la participation politique par l'application d'un « formalisme rigide »,.

#### Suspension des députés en détention préventive

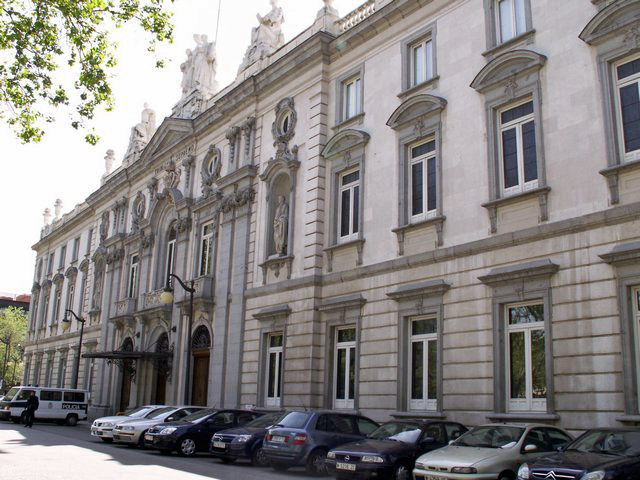
Le Tribunal suprême refuse de suspendre quatre députés en détention provisoire et renvoie cette question au Congrès des députés.

Sept jours avant son élection, le Tribunal suprême informe par écrit le Congrès des députés qu'il doit prononcer automatiquement la suspension des députés Oriol Junqueras, Jordi Turull, Josep Rull et Jordi Sànchez car ceux-ci se trouvent en détention provisoire, conformément à l'article 21 du règlement de la chambre basse des Cortes. La haute juridiction précise que le procès étant déjà entamé, il n'a pas besoin de demander la levée de leur immunité parlementaire,. Le ministère public requiert le 21 mai que le Tribunal prononce sans délai la suspension de ces quatre parlementaires, le bureau du Congrès devant se limiter à rendre effective cette suspension.
Ce même jour, Meritxell Batet transmet une demande écrite de précisions au Tribunal suprême, arguant que « la fonction juridictionnelle relève du pouvoir judiciaire, qui doit déterminer dans quelle situation se trouvent les personnes en détention provisoire ». Elle explique qu'il ne s'agit pas de retarder la prise de décision mais au contraire de mettre en marche le processus pour y parvenir le plus rapidement possible, et précise qu'elle n'a pas demandé d'avis juridique aux administrateurs parlementaires car il appartient au bureau de faire cette demande collégialement. La haute juridiction répond le lendemain qu'il n'est pas de son rôle constitutionnel de conseiller le Congrès et rappelle les arguments déjà développés le 14 mai dans son premier écrit.
Tandis que le secrétaire général du PP Teodoro García Egea menace de demander la réprobation de Batet en séance plénière et de déposer plainte contre elle pour prévarication si elle ne prononce pas immédiatement la suspension, le bureau formule officiellement le 23 mai par cinq voix contre quatre une demande d'avis aux administrateurs parlementaires et prévoit de se réunir le lendemain afin de prendre une décision à l'appui de ce rapport juridique,. Le 24 mai, le bureau décide par sept voix contre deux la suspension immédiate des droits et devoirs des quatre élus concernés, suivant en cela l'avis remis quelques heures plus tôt par les juristes du Congrès. Batet juge que la suspension constitue « la décision la plus prudente, qui présente les meilleures garanties et la plus grande sécurité juridique »
Elle indique que l'organe directeur de la chambre a par ailleurs sollicité un nouvel avis juridique, concernant l'incidence de ces suspensions sur les majorités parlementaires, puisqu'il n'existe pas de précédent à cette situation. Le 5 juin, elle fait savoir que le bureau a pris connaissance et approuvé le rapport des administrateurs sur ce sujet. Selon eux, « les députés suspendus conservent leur condition de membre du Congrès et comptent dans l'établissement de sa composition, ce qui n'affecte en rien le nombre de suffrages requis pour obtenir la majorité absolue »,.

#### Formation des groupes parlementaires

Malgré une demande en ce sens, Junts per Catalunya ne peut former de groupe parlementaire.

Le 30 mai 2019, Meritxell Batet présente la décision du bureau quant à la constitution des groupes parlementaires. La XIIIe législature en comptera sept, en sus du groupe mixte, qui réunit l'ensemble des députés n'ayant pu former ou rejoindre un autre groupe. À cette occasion, elle précise que les sept élus du parti indépendantiste catalan JuntsxCat rejoindront le groupe mixte et n'auront pas leur propre groupe car ils ne remplissent pas les conditions réglementaires. Alors que plusieurs partis avaient proposé de « prêter » certains de leurs élus, comme cela s'est produit sous d'autres législatures, le bureau approuve à l'unanimité le rapport juridique des administrateurs qui présente une telle solution comme une fraude au règlement de la chambre.
Les députés de JuntsxCat avaient par ailleurs déposé deux recours, demandant à la fois de former un groupe et le report du délai pour l'enregistrer à cause de la suspension de trois d'entre eux qui constituerait « une insécurité juridique ». Batet indique que ces deux requêtes ont été rejetées, notamment parce que le délai de formation des groupes avait déjà été repoussé de deux jours, que JuntsxCat ne remplissait pas les conditions pour constituer un groupe même si les trois parlementaires exerçaient la plénitude de leurs fonctions, et qu'ERC avait pu former son propre groupe même après avoir exclu son député suspendu de l'effectif déclaré.

#### Critiques sur la fonction de contrôle

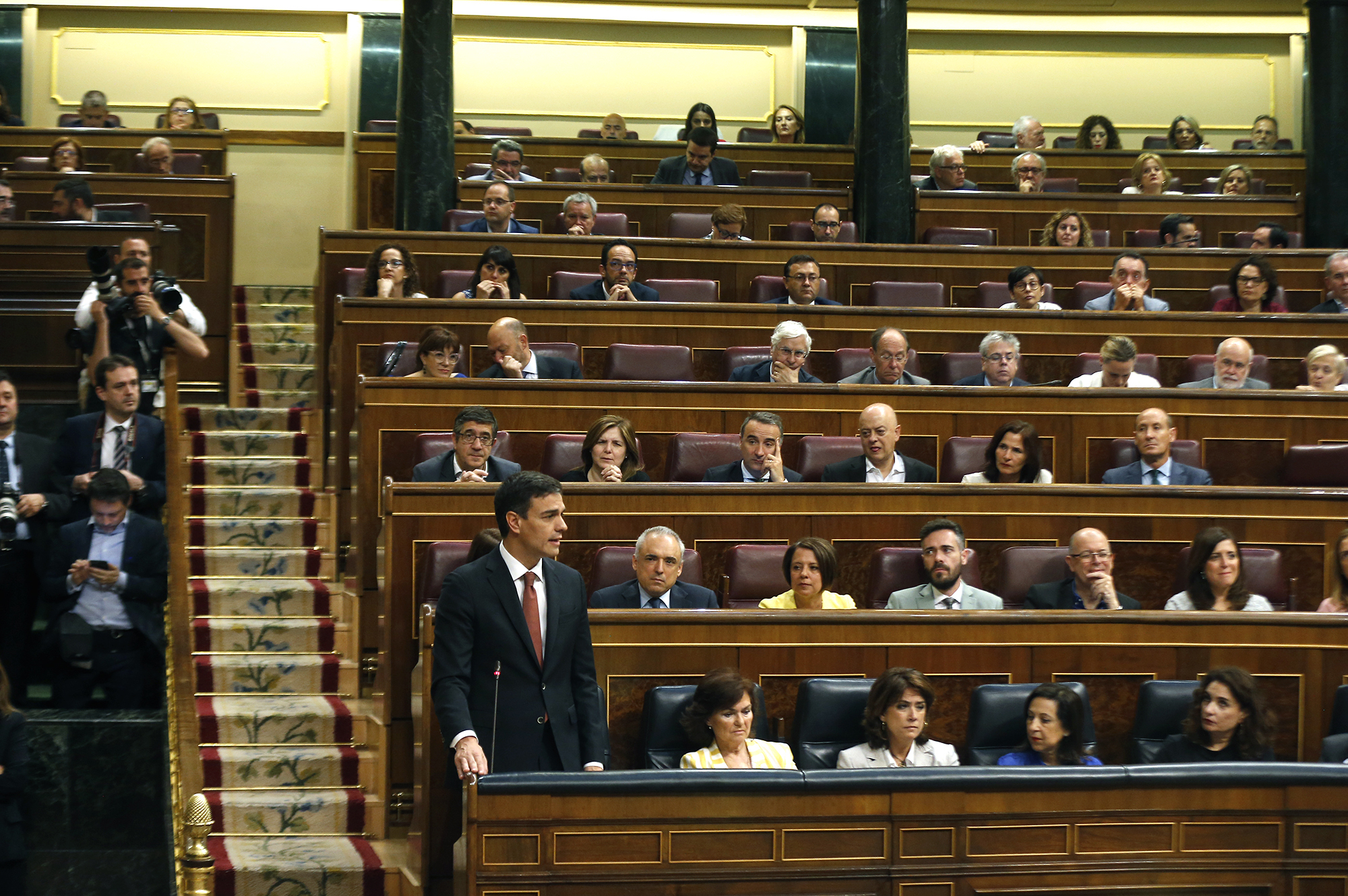
Le groupe Ciudadanos dénonce en juillet 2019 l'absence de séance de questions au gouvernement depuis plus d'un mois.

Au début du mois de juillet 2019, les groupes parlementaires du Parti populaire, de Ciudadanos et d'Unidas Podemos remettent en cause l'absence de contrôle parlementaire du gouvernement, chargé d'expédier les affaires courantes depuis le 29 avril. Les députés de Ciudadanos dénoncent ainsi dans un écrit déposé au bureau que, deux mois après les élections générales et six semaines après la session constitutive, « aucune séance de questions d'actualité au gouvernement n'a été réunie » et rappellent que l'expédition des affaires courantes ne fait pas obstacle aux missions de contrôle parlementaire du Congrès, conformément à une sentence du Tribunal constitutionnel. Unidas Podemos souligne que jamais encore il n'avait fallu attendre plus de six semaines pour que les commissions soient installées, tandis que le PP réclame la constitution de la députation permanente.
Face à ces critiques, Meritxell Batet rétorque le 2 juillet que le gouvernement est bel et bien contrôlé par le Congrès, citant notamment les chiffres de 335 questions, 19 demandes d'information et trois demandes d'audition dument enregistrées par le bureau. Elle rappelle en outre que la constitution des commissions et la formation de la députation permanente supposent un accord entre les différents groupes parlementaires, qui n'est à ce moment-là pas encore intervenu. Elle annonce alors son intention de mettre en place la députation le 23 juillet, une fois passée la session d'investiture du candidat à la présidence du gouvernement et remarque que les élections générales ont été suivies un mois plus tard par les élections européennes et locales, ce qui a conduit les partis à prioriser la recherche d'accords dans d'autres enceintes parlementaires. Elle indique par ailleurs que ces délais sont tout à fait comparables à ceux d'autres législatures, comme la Ve, lors de laquelle l'installation de la députation permanente s'est produite deux mois après l'investiture de Felipe González, le 8 septembre 1993. Lors de la réunion de bureau du lendemain, elle confirme son objectif de former la députation le 23 juillet, ce qui reporte d'autant le contrôle de l'exécutif puisque cette mission relève de cette instance en dehors des périodes de session ordinaire.
Le 16 juillet, le bureau du Congrès approuve la répartition des 68 sièges de la députation permanente entre les groupes parlementaires et fixe à 43 députés le nombre de membres de chaque commission parlementaire, soit six de plus qu'initialement envisagé. La députation est officiellement constituée une semaine plus tard, le 23 juillet. Outre Batet, présidente de droit de cette instance, le bureau comprend quatre membres, deux issus de la gauche et deux de la droite, assurant une majorité aux groupes parlementaires « progressistes »,.
Après avoir présidé une séance plénière extraordinaire tenue le 30 août pour permettre à la vice-présidente du gouvernement Carmen Calvo de répondre aux interpellations des parlementaires sur la gestion du blocage en mer du navire de sauvetage des migrants Open Arms, Batet propose le 4 septembre un calendrier de travail, validé par le bureau et la conférence des porte-paroles. Il prévoit la célébration le 10 d'une séance d'examen de deux propositions de loi, puis le lendemain la comparution du président du gouvernement pour rendre compte des conclusions des Conseils européens du mois de juin, suivie des questions d'actualité. La porte-parole du groupe populaire Cayetana Álvarez de Toledo critique à cette occasion que sa proposition de résolution de modification du règlement du Congrès pour préciser les conditions du serment de fidélité à la Constitution ne soit pas inscrite à l'ordre du jour des travaux des députés.

### Dissolution et élections anticipées

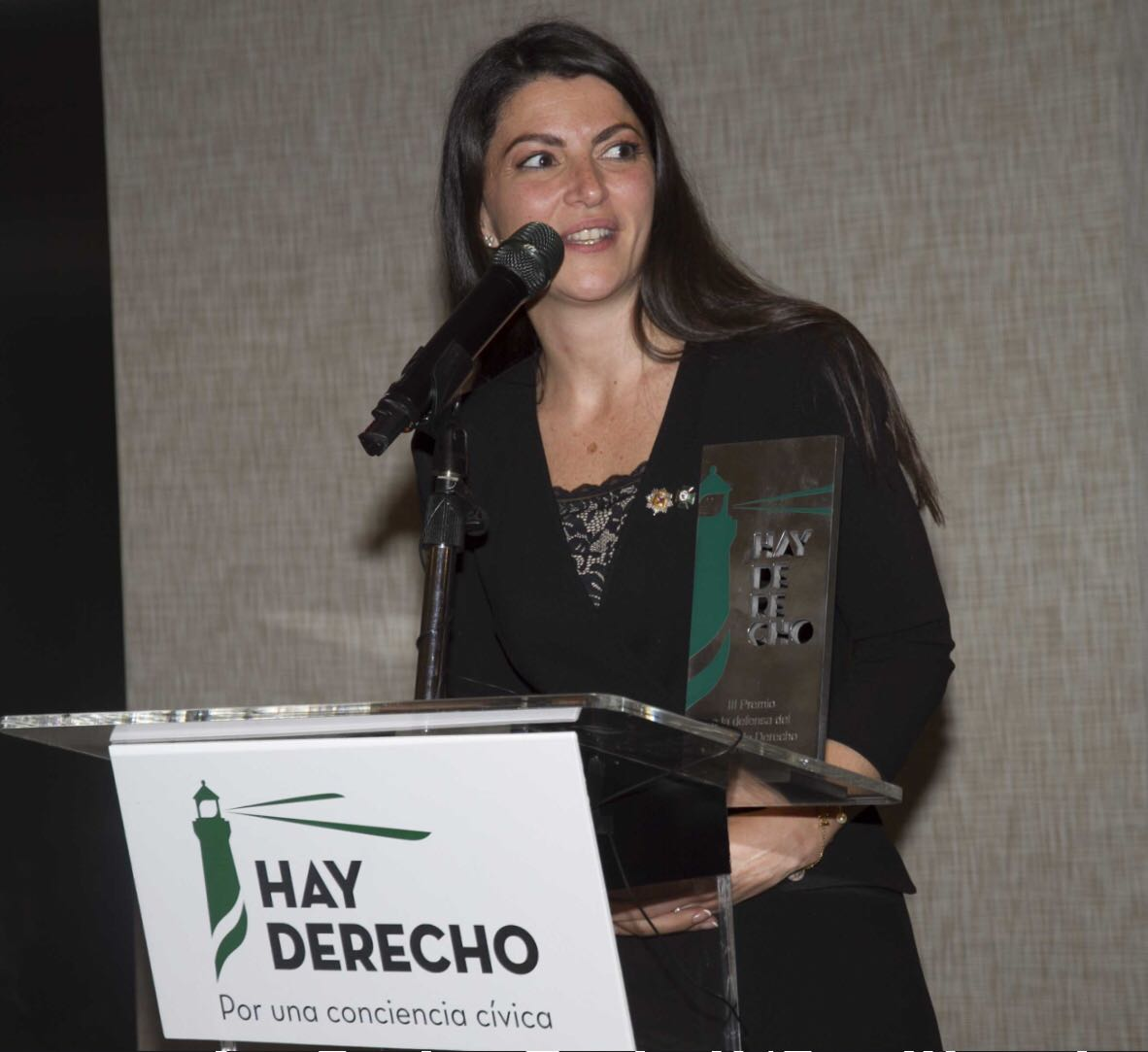
Meritxell Batet expulse la députée Macarena Olona de la députation permanente en octobre après trois rappels à l'ordre.

À la veille de l'ouverture de la session ordinaire le 8 septembre, Meritxell Batet rappelle qu'après deux processus électoraux avant l'été et malgré l'absence de majorité claire et les vacances estivales, le Congrès a organisé une session d'investiture, célébré deux réunions de sa députation permanente, formé ses 28 commissions et s'apprête à entamer « comme normalement » son travail. L'échéance du délai de deux mois pour l'investiture d'un chef de l'exécutif se rapprochant, elle indique son opposition à de nouvelles élections et dit souhaiter « que la législature dure quatre ans » car « le pays a besoin de stabilité et d'un gouvernement disposant de la plénitude de ses moyens pour affronter le Brexit ou le verdict du procès des dirigeants indépendantistes catalans ».
Au lendemain de l'échec de l'investiture de Pedro Sánchez, le 26 juillet, roi Felipe VI avait fait savoir à Batet qu'il n'avait pas l'intention de consulter les partis politiques à court terme. Lors d'une nouvelle entrevue avec elle le 12 septembre, il l'informe qu'il organisera ces consultations quatre jours plus tard, en vue de proposer un candidat à la présidence du gouvernement. S'exprimant après cet entretien, elle dit partager le souhait du souverain qu'il y ait « un gouvernement stable le plus rapidement possible et qu'il puisse travailler quatre ans ». Selon elle, la nécessaire mise en marche de l'exécutif doit permettre de « retrouver le prestige de la politique ». Le Congrès est finalement dissous — faute d'avoir investi un président du gouvernement — le 24 septembre, après deux séances de questions d'actualité, 12 interpellations, 50 questions orales, 4 740 questions écrites et 12 comparutions ministérielles en commission, en sus des comparutions de Calvo et Sánchez en plénière et du débat d'investiture sans succès de juillet.
Le 22 octobre 2019, Batet prononce l'expulsion de la députation permanente de la secrétaire générale du groupe parlementaire de Vox Macarena Olona. À l'ouverture de la séance, les députés de Vox avaient en effet pris place sur les sièges réservés au groupe Ciudadanos, qui s'installent finalement dans la zone dévolue au gouvernement après deux mises en garde de la présidente du Congrès. Olona entame alors une intervention une proposition de son groupe demandant la proclamation en Catalogne de l'état d'urgence, bien que ce texte n'ait pas été inscrit à l'ordre du jour et que la parole ne lui ait pas été donnée. Batet la rappelle à l'ordre par trois fois, synonyme d'exclusion de la session, mais Olona poursuit son discours jusqu'à ce qu'une huissière la force à quitter la salle, suivis par les quatre autres députés de son groupe. La séance reprend ensuite son cours et voit l'approbation notamment de décrets-lois relatifs au déblocage du financement des communautés autonomes par l'État et aux conséquences de la faillie du voyagiste Thomas Cook sur le secteur du tourisme.
Moins d'une semaine plus tard, elle est placée en arrêt maladie alors que s'ouvre la campagne électorale officielle pour les élections anticipées du 10 novembre 2019. Après avoir été admise aux urgences, elle se voit prescrire du repos. Les socialistes avaient pourtant prévu de lui donner une couverture médiatique et militante maximale aux côtés de Pedro Sánchez et du premier secrétaire du PSC Miquel Iceta.

### Deuxième mandat

#### Réélection

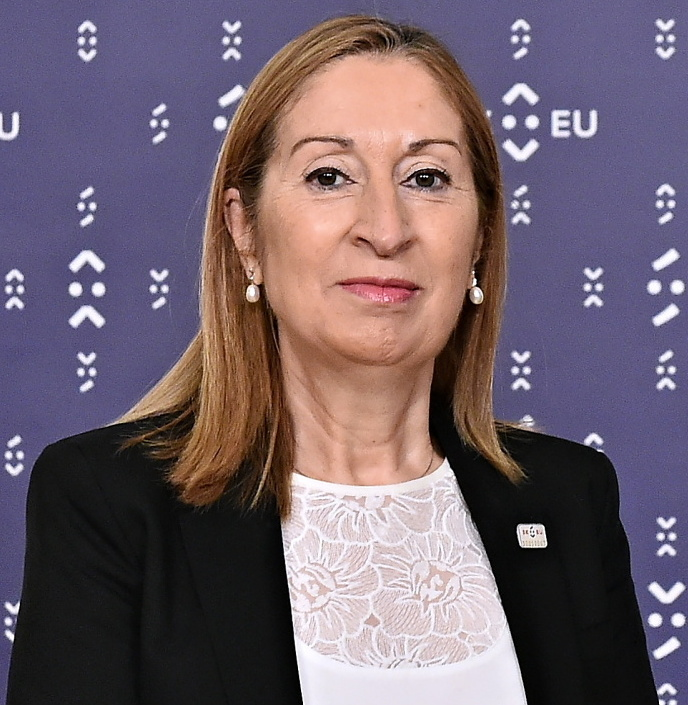
Comme en mai 2019, Meritxell Batet est élue au second tour face à Ana Pastor.

Au soir du scrutin, la liste que Meritxell Batet conduit vire de nouveau en tête devant celle de la Gauche républicaine de Catalogne, mais perd un de ses neuf députés avec 21,8 % des voix, soit 2,9 points de moins qu'aux élections d'avril. Elle prend possession le 24 novembre de son mandat en présentant son accréditation délivrée par la commission électorale, en compagnie notamment des autres députés socialistes catalans et des ministres María Jesús Montero et José Guirao. Le 1er décembre, à deux jours de l'ouverture de la XIVe législature, elle est confirmée comme candidate à la présidence de la chambre basse des Cortes Generales et la sénatrice de Madrid Pilar Llop est proposée pour diriger les travaux de la chambre haute.
Lors de la séance constitutive du 3 décembre 2019, Meritxell Batet est réélue présidente du Congrès des députés au second tour de scrutin par 166 voix, contre 140 à Ana Pastor, reproduisant ainsi le duel du mois de mai précédent. Au premier tour, elle avait recueilli 167 voix, contre 91 à Pastor et 52 pour Macarena Olona. Elle bénéficie de l'appui notamment d'Unidas Podemos, Más País et d'autres petites formations, alors que les partis indépendantistes catalans choisissent de voter blanc ou d'émettre un bulletin nul.
Son élection est suivie de celle des autres membres du bureau, au cours de laquelle le socialiste Alfonso Rodríguez Gómez de Celis devient son premier vice-président tandis que l'extrême droite obtient la quatrième vice-présidence pour Ignacio Gil Lázaro et que le poste de premier secrétaire doit être départagé entre Sofía Hernanz et Gerardo Pisarello — arrivés ex-æquo — par un nouveau vote.

#### Nouvelle polémique sur les assermentations

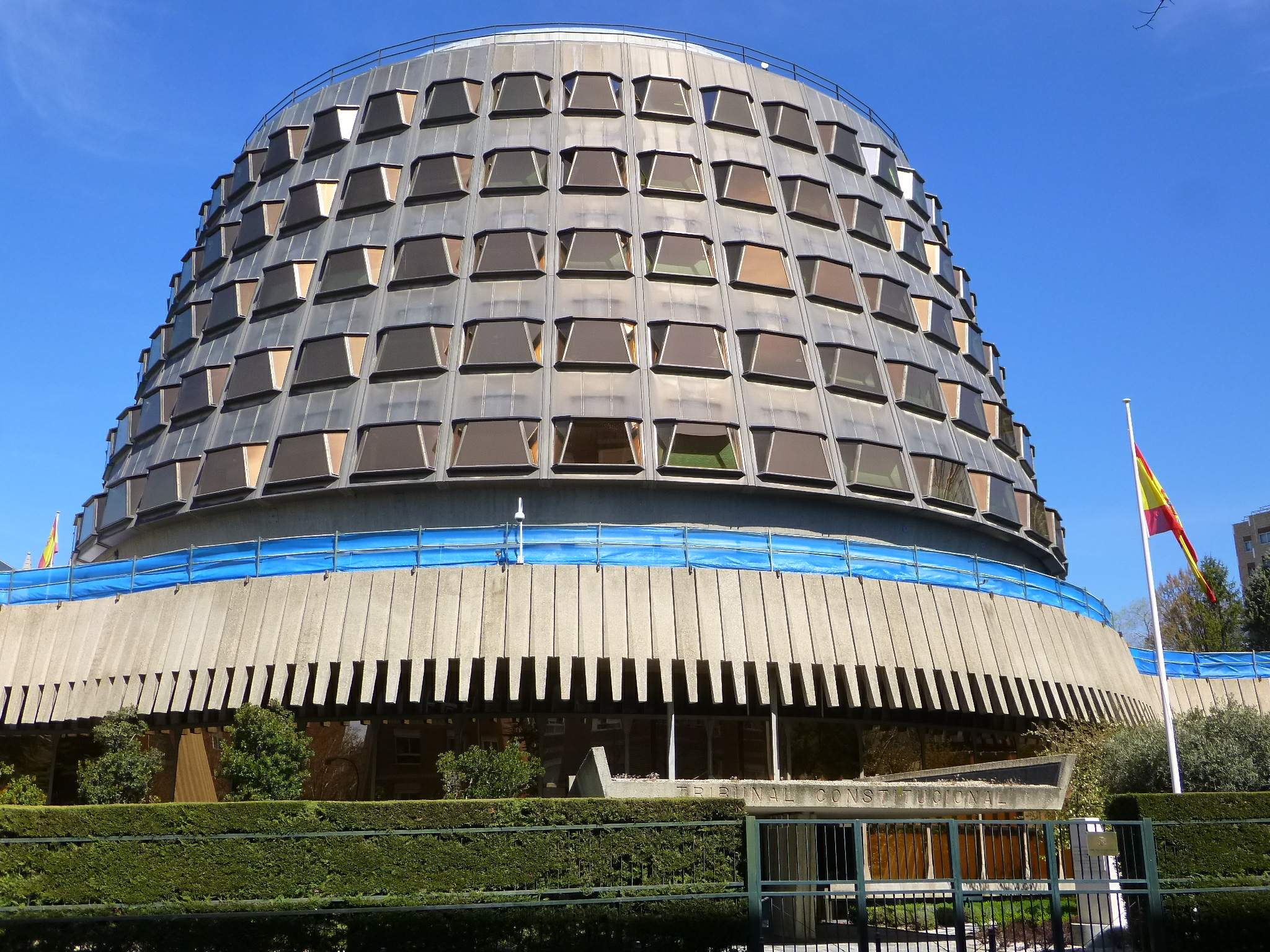
Meritxell Batet en appelle à la jurisprudence du Tribunal constitutionnel pour admettre les formules originales d'assermentation de plusieurs députés.

Après sa prise de fonction et sa prestation de serment de fidélité envers la Constitution, Meritxell Batet procède à l'assermentation des autres parlementaires. Alors que plusieurs députés accompagnent de nouveau leur serment d'une formule originale ou d'une précision, les présidents du Parti populaire Pablo Casado, de Vox Santiago Abascal, ainsi que les porte-paroles parlementaires du PP Cayetana Álvarez de Toledo et de Ciudadanos Inés Arrimadas opèrent tous un rappel au règlement et reprochent à Batet d'avoir permis ces expressions particulières faisant référence à l'existence de prisonniers politiques, à l'indépendance de la Catalogne et à une obligation légale de jurer. Casado — qui évoque une atteinte à la dignité du Parlement — et Abascal — qui parle d'une conjuration contre la Constitution — annoncent être prêts à porter cette question en justice, Arrimadas dénonçant pour sa part de graves insultes envers la démocratie espagnole.
En réponse, la présidente du Congrès s'autorise un peu de « pédagogie » en faisant lecture des arrêts du Tribunal constitutionnel relatifs aux conditions de prestation de serment des députés. Elle rappelle ensuite que c'est à elle qu'il revient de déterminer si les assermentations sont conformes au droit et qu'elle juge réglementaires les formulations employées car elles constituent l'expression des droits des députés. Elle ajoute que, de son point de vue, « renforcer les droits fondamentaux, c'est renforcer notre démocratie ». Le lendemain, elle souligne que sa prédécesseure Ana Pastor avait approuvé, quand elle présidait la chambre sous la XIIe législature, des formules similaires d'assermentation, signalant qu'au cours de la séance constitutive, « il n'y a eu aucune formule qui n'ait pas été précédemment utilisée et sur laquelle des présidences antérieures se sont prononcées ». Pastor rétorque qu'à l'époque aucun groupe parlementaire n'avait émis d'objection et qu'elle avait toujours agi conformément au droit.

#### Audience royale
Dès le lendemain de sa réélection, Meritxell Batet est reçue en audience par le roi au palais de la Zarzuela, afin d'informer officiellement le souverain de la constitution de la chambre basse des Cortes. Sans attendre un nouvel entretien, comme lors de l'ouverture de la législature précédente, elle lui présente ensuite la liste des 19 partis qui participeront aux consultations royales dans l'objectif de désigner un candidat à la présidence du gouvernement, dont se sont exclus ERC, Bildu et la CUP.
Au cours d'une conférence de presse qu'elle tient après ses échanges avec Felipe VI, elle indique que le roi souhaite qu'un gouvernement soit formé afin de revenir à « la nécessaire normalité institutionnelle », jugeant qu'il a fait preuve d'un « bon état d'esprit » et qu'il a l'intention d'organiser au plus vite ses entretiens politiques. Elle fait savoir que pour elle, il serait idéal que le candidat choisi par le monarque se présente avec des appuis déjà assurés et que l'investiture intervienne avant Noël, même si elle dit avoir conscience que c'est un délai très court et que cet objectif est compliqué à atteindre. Le 11 décembre, elle retourne à la résidence royale où le souverain lui fait part de son intention de proposer Pedro Sánchez à l'investiture du Congrès, une information qu'elle rend publique peu après sans préciser la date envisagée pour célébrer la session d'investiture. Elle indique à cette occasion que le choix du monarque s'est porté sur le candidat qui bénéficie du plus grand nombre d'appuis et des plus fortes chances de succès, quand bien même il ne peut revendiquer le soutien de la majorité absolue de la chambre.

#### Investiture de Pedro Sánchez

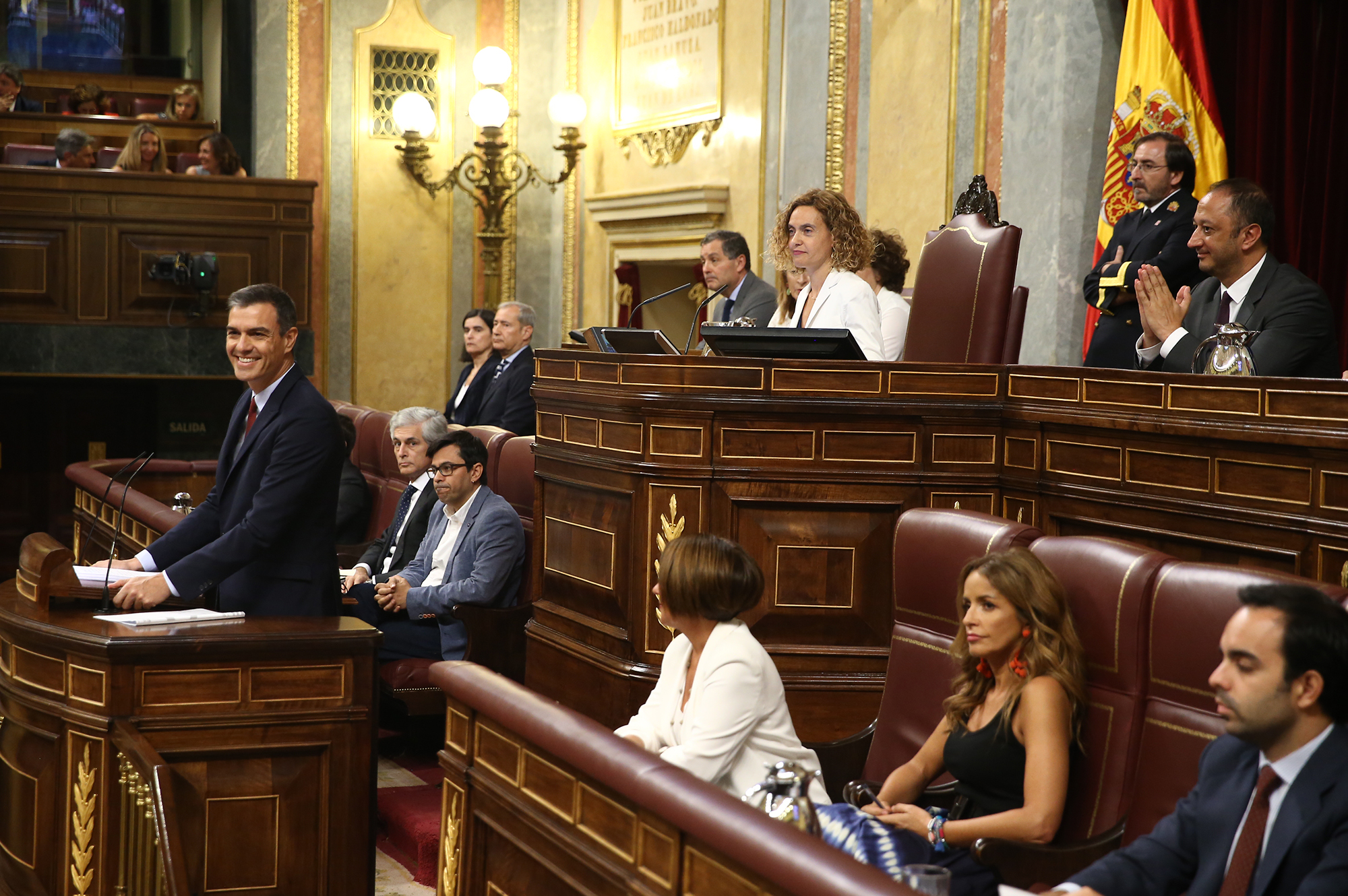
Meritxell Batet préside au début de janvier 2020 le débat d'investiture de Pedro Sánchez.

Meritxell Batet informe le 31 décembre 2019 les porte-paroles des groupes parlementaires que le débat d'investiture sera convoqué le 4 janvier 2020, programmant le vote pour le lendemain, et l'éventuel second tour pour le 7 janvier. Le 2 janvier, elle procède à la convocation officielle de la session d'investiture, quelques minutes seulement après que la Gauche républicaine de Catalogne (ERC) a approuvé l'accord avec le Parti socialiste ouvrier espagnol prévoyant l'investiture de ses 13 députés.
Les débats se révèlent particulièrement houleux, notamment lors de l'intervention de la porte-parole du groupe Bildu Mertxe Aizpurua le 5 janvier. Après que celle-ci a qualifié le discours du roi du 3 octobre 2017, relatif au référendum d'indépendance catalan, d'« expression des réminiscences de l'autoritarisme de l'État », le président du Parti populaire Pablo Casado et le député de Ciudadanos Edmundo Bal (ca) réclament à la présidente du Congrès qu'elle rappelle Aizpurua à l'ordre pour avoir porté atteinte à la dignité des institutions, sur la base du règlement de la chambre. Batet s'y refuse en rétorquant que « à d'autres époques en Espagne, il n'était pas permis de critiquer le gouvernement ou l'État, mais fort heureusement ces époques sont derrière nous », puis ajoute que « aujourd'hui, nous bénéficions d'une démocratie pleine, et pour la garantir nous devons assurer la liberté d'expression dans l'enceinte de cette assemblée ». Elle conclut que « la liberté d'expression est un des fondements de notre Constitution, et le pluralisme politique une des valeurs fondamentales de notre ordre juridique ».
Après que Pedro Sánchez a obtenu la majorité relative avec 167 voix au second tour de vote, elle se rend de nouveau au palais de la Zarzuela dans l'après-midi du 7 janvier, afin d'en informer officiellement le roi. En sa présence, le souverain signe le décret royal nommant le candidat investi au poste de président du gouvernement.

#### Activité parlementaire et Covid-19
Le 10 mars 2020, Meritxell Batet annonce que le bureau et la conférence des porte-paroles ont décidé de repousser la séance plénière prévue pour la semaine en cours, après que le député de Vox Javier Ortega Smith a été testé positif au Covid-19, ce qui conduit les 51 autres élus du parti à se placer en isolement. La présidente du Congrès estime que l'absence d'un groupe parlementaire entier « restreint la légitimité démocratique » des travaux parlementaires ; la comparution du ministre de la Santé Salvador Illa deux jours plus tard est toutefois maintenue.
À peine deux jours plus tard, elle fait savoir que le Congrès suspend l'intégralité de ses travaux nécessitant une présence physique des parlementaires et ministres, après que deux autres députés ont été testés positifs, ainsi que la ministre de l'Égalité Irene Montero et deux collaborateurs du groupe parlementaire Vox. Seule une séance plénière est convoquée le 24 mars, afin de ratifier deux décrets-lois pour éviter leur déchéance, en présence uniquement des députés appelés à intervenir dans le débat tandis que les autres voteront par voie électronique. Bien qu'elle affirme que « le Congrès ne ferme pas », elle admet que toutes les séances seront suspendues pour les deux semaines à venir et signale que des dispositifs de vote et travail à distance seront déployés pour maintenir l'activité parlementaire. Elle propose au bureau du Congrès le 20 mars deux mesures majeures, avec prise d'effet rétroactif à la veille, date d'entrée en vigueur de l'état d'alerte : la généralisation du vote électronique pour éviter les déplacements des parlementaires — soutenue à l'unanimité — et la suspension de tous les délais réglementaires en cours concernant notamment les questions au gouvernement ou les amendements aux textes de loi, ce qui suscite des critiques de la part du Parti populaire et Vox.
À l'occasion d'une réunion de la conférence des porte-paroles organisée le 7 avril, les groupes parlementaires s'accordent pour réactiver le fonctionnement physique du Congrès. L'instance convoque en effet une séance plénière huit jours plus tard, et inscrit à l'ordre du jour les questions d'actualité au gouvernement et la validation d'un décret-loi. De même, les commissions parlementaires sont autorisées à tenir des réunions présentielles. L'effectif toléré est fixé à 10 % des effectifs de la chambre, alors le Parti populaire demandait jauge fixée à 50 %. Selon la porte-parole du groupe populaire Cayetana Álvarez de Toledo, « il ne peut y avoir de santé publique sans santé démocratique », tandis que la secrétaire générale du groupe Vox Macarena Olona revendique que « notre activité et nos positions ont porté leurs fruits », son parti ayant dénoncé un « bâillon » imposé par le bureau et indiqué vouloir saisir le Tribunal constitutionnel puisque la loi organique relative à l'état d'alerte dispose que la proclamation d'un état d'exception « n'interrompt pas le fonctionnement des pouvoirs constitutionnels de l'État »,.
Le 5 octobre 2021, le Tribunal constitutionnel, effectivement saisi par Vox, annule la décision du bureau, par six voix contre quatre. La juridiction considère que la proclamation de l'état d'alerte « ne peut en aucun cas interrompre le fonctionnement des pouvoirs constitutionnels de l'État ». La suspension de l'activité parlementaire ayant conduit à arrêter la procédure de prise en compte de plusieurs propositions, le Tribunal estime que le droit à la participation politique des requérants a été bafoué.

#### Tensions avec le groupe parlementaire populaire

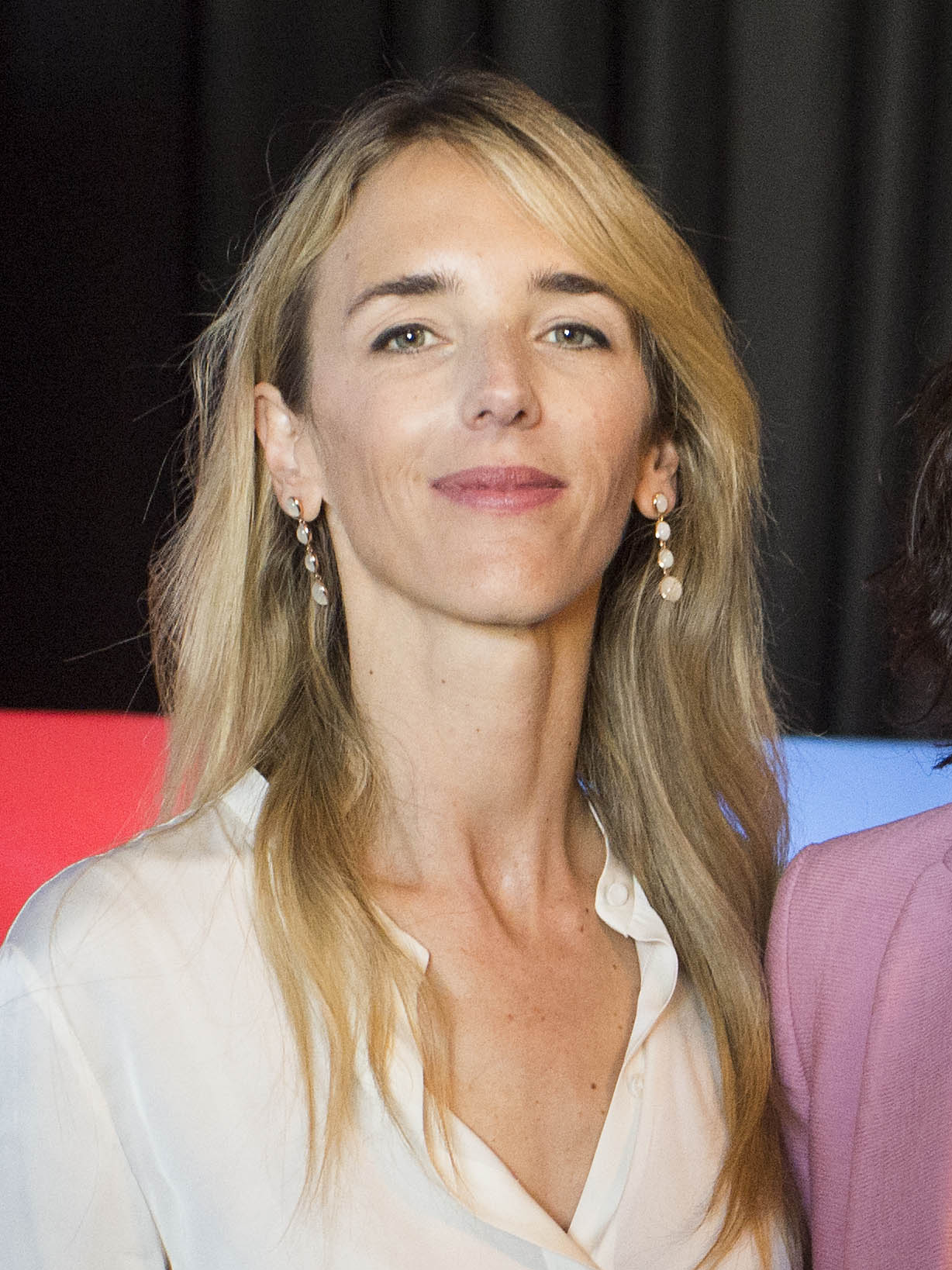
Cayetana Álvarez de Toledo qualifie Meritxell Batet de courroie de transmission de Pedro Sánchez.

La fin du mois de mai 2020 est marquée par une augmentation de la tension dans les échanges au sein de l'hémicycle entre les partis de la coalition de gauche au pouvoir et les formations d'opposition issues de la droite. Ainsi, elle réclame quatre fois, en vain, au président du Parti populaire Pablo Casado qu'il achève son intervention après avoir dépassé le temps qui lui était imparti, sans que ce dernier ne lui réponde « je termine, madame la Présidente » comme il est d'usage en pareille situation. La crispation culmine le mercredi 27 mai, lors d'une séance qu'elle ouvre par un discours d'hommage aux victimes de la pandémie de coronavirus, le pays débutant une période de deuil national de dix jours. Après que le vice-président du gouvernement et secrétaire général de Podemos Pablo Iglesias s'est adressé à Cayetana Álvarez de Toledo par son titre nobiliaire de marquise plutôt que par son nom ou le prédicat honorifique de « señoría », cette dernière lui répond qu'il est « le fils d'un terroriste », du fait que le père de Pablo Iglesias a appartenu au Front révolutionnaire antifasciste et patriote (FRAP). Meritxell Batet réclame alors à la porte-parole du groupe populaire au Congrès des députés de retirer ses propos, et face à son refus, ordonne qu'ils soient effacés du journal des sessions,.
Dans une entrevue radiophonique le 30 mai, la présidente du Congrès exprime sa préoccupation car « en période de crise, les citoyens recherchent des solutions, des idées, de l'exemplarité, et j'ai le sensation qu'ils ne les trouvent pas ». Elle ajoute que « cette confrontation, ces affrontements démoralisent, créent de la distance et génèrent à la fois de la crispation et de la perte de confiance envers l'institution parlementaire ». Elle entreprend deux jours plus tard de contacter chaque porte-parole parlementaire afin de faire baisser la tension du débat parlementaire ; le sujet est ainsi discuté, hors de l'ordre du jour, au cours de la réunion de la conférence des porte-paroles du 2 juin. Elle fait en sorte de ne pas relier son propos à l'affrontement rhétorique de la semaine passée impliquant Cayetana Álvarez de Toledo et insiste sur le fait tous sont concernés car « nous voulons tous le bien de l'institution, du Parlement, et de la démocratie ». C'est avec la porte-parole du groupe populaire que ses échanges sont les moins fructueux, celle-ci lui reprochant « son manque d'engagement envers la démocratie, d'indépendance et de respect pour la vérité », la qualifiant de « courroie de transmission aux ordres de la Moncloa ».

#### Liberté d'expression des parlementaires
Le 30 septembre 2020, le député de la Gauche républicaine de Catalogne Gabriel Rufián critique vertement le roi Felipe VI, affirmant qu'il a été élu par Francisco Franco et qu'il est le 53e député de Vox, poussant Pablo Casado à opérer un rappel au règlement par lequel il réclame à Meritxell Batet le retrait de ces propos « offensants » du journal des sessions et affirme qu'il incombe à celle-ci « de ne pas tolérer une telle accusation, qui affirme que la direction de l'État est autoritaire ». En réponse, la présidente du Congrès explique qu'« à de nombreuses reprises dans cette enceinte, il faut écouter des choses que l'on refuse, que l'on ne partage pas, voire qui peuvent nous offenser, mais je crois que mon rôle de présidente est de respecter la liberté d'expression ». La présidente de Ciudadanos Inés Arrimadas demande à son tour la parole afin que Meritxell Batet précise quelles paroles pourraient être une offense envers la couronne, mais celle-ci refuse la requête de la parlementaire, arguant qu'elle a déjà répondu sur le fond et que le règlement n'autorise pas un débat entre les députés et la présidence. Le bureau rejette une semaine plus tard les demandes écrites formulées par le Parti populaire et Ciudadanos demandant à Meritxell Batet de reconsidérer sa position, en accord avec un avis des administrateurs du Congrès.
Un nouvel incident de séance survient près de deux mois plus tard, le 16 décembre. À la tribune, le président de Vox Santiago Abascal juge que « nous n'avons pas besoin que des milliers d'immigrants clandestins viennent chaque année pour payer les retraites » car « aucun des mineur non-accompagnés qui volent, agressent ou violent n'a apporté quoi que ce soit à l'Espagne ». Poursuivant son propos sur l'immigration, il estime que « les Espagnols ne veulent plus d'attentats islamistes, ou que les femmes soient obligées de se couvrir, ou que les homosexuels doivent se cacher, ce qui constitue désormais un véritable problème en Espagne ». Mireia Vehí, députée de la Candidature d'unité populaire (CUP), opère aussitôt un rappel au règlement pour dénoncer un propos « raciste » et réclame que la présidence requière le retrait de ces paroles. Meritxell Batet répond que « dans cette assemblée, comme vous le savez, nous respectons la liberté d'expression. Les groupes parlementaires interviennent selon leurs propres termes, et cette présidence entend que cela fasse partie de cette liberté d'expression », refusant ainsi d'accéder à la demande de Mireia Vehí.
Le 19 décembre 2021, elle est confirmée au sein de la commission exécutive du Parti des socialistes de Catalogne, par le nouveau premier secrétaire, Salvador Illa. Il confie à Meritxell Batet l'un des cinq postes de vice-premier secrétaire de la nouvelle direction, la nommant vice-première secrétaire à l'Amélioration de l'autonomie et aux Programmes. Elle se trouve ainsi chargée de coordonner le programme du parti.

## Élections de 2023 et mise en retrait
Le 29 mai 2023, au lendemain des élections municipales et régionales, Pedro Sánchez annonce la dissolution des Cortes Generales et convoque les élections générales pour le 23 juillet suivant. Huit jours plus tard, le Parti des socialistes de Catalogne (PSC) indique que Meritxell Batet sera à nouveau proposée comme tête de liste dans la circonscription de Barcelone. Sa désignation est ratifiée par le conseil national du PSC le 11 juin.
Au soir du scrutin, le PSC l'emporte en Catalogne avec 1,2 million de voix et 19 députés, soit 12 de plus que la Gauche républicaine de Catalogne (ERC), arrivée deuxième. C'est la première fois depuis 2008 que le Parti socialiste s'impose lors des élections générales en Catalogne. Bien que le bloc entre le Parti populaire et Vox soit arrivé en tête, il n'est pas en mesure de gouverner, tandis que le maintien au pouvoir de Pedro Sánchez dépend du soutien des 7 députés du parti indépendantiste Ensemble pour la Catalogne (Junts). En dépit de l'incertitude quant à la suite des résultats, Meritxell Batet proclame que « la Catalogne a joué un rôle-clé pour stopper la droite » et que l'Espagne « a dit Oui au progrès, à la justice sociale, un Oui à Pedro Sánchez ».
Le journal en ligne El Confidencial révèle le 8 août suivant qu'elle ne sera pas candidate à sa succession à la présidence du Congrès, une information confirmée ensuite par la direction nationale du Parti socialiste ouvrier espagnol (PSOE), qui refuse de lier cette décision à une nouvelle législature qui s'annonce passablement complexe à gérer. Le 6 septembre, elle annonce sur Twitter avoir démissionné du Congrès et se mettre en retrait du premier plan de la vie politique. Selon Juanma Romero, journaliste d'El Independiente qui cite l'entourage de Meritxell Batet, son retrait de la politique est lié à des raisons purement personnelles, notamment la fatigue après deux décennies de mandat et responsabilités. Elle conserve cependant ses fonctions au sein de la direction du Parti des socialistes de Catalogne, tandis que son mandat parlementaire revient au premier non-élu de sa liste, Ignasi Coma Conesa.
Lors du 15e congrès du Parti des socialistes de Catalogne, organisé au milieu du mois de mars 2024, elle est choisie par le premier secrétaire Salvador Illa comme présidente du conseil national du parti.

## Décoration
- Grand-croix de l'ordre de Charles III (2021)